# Histoire de l'astronomie

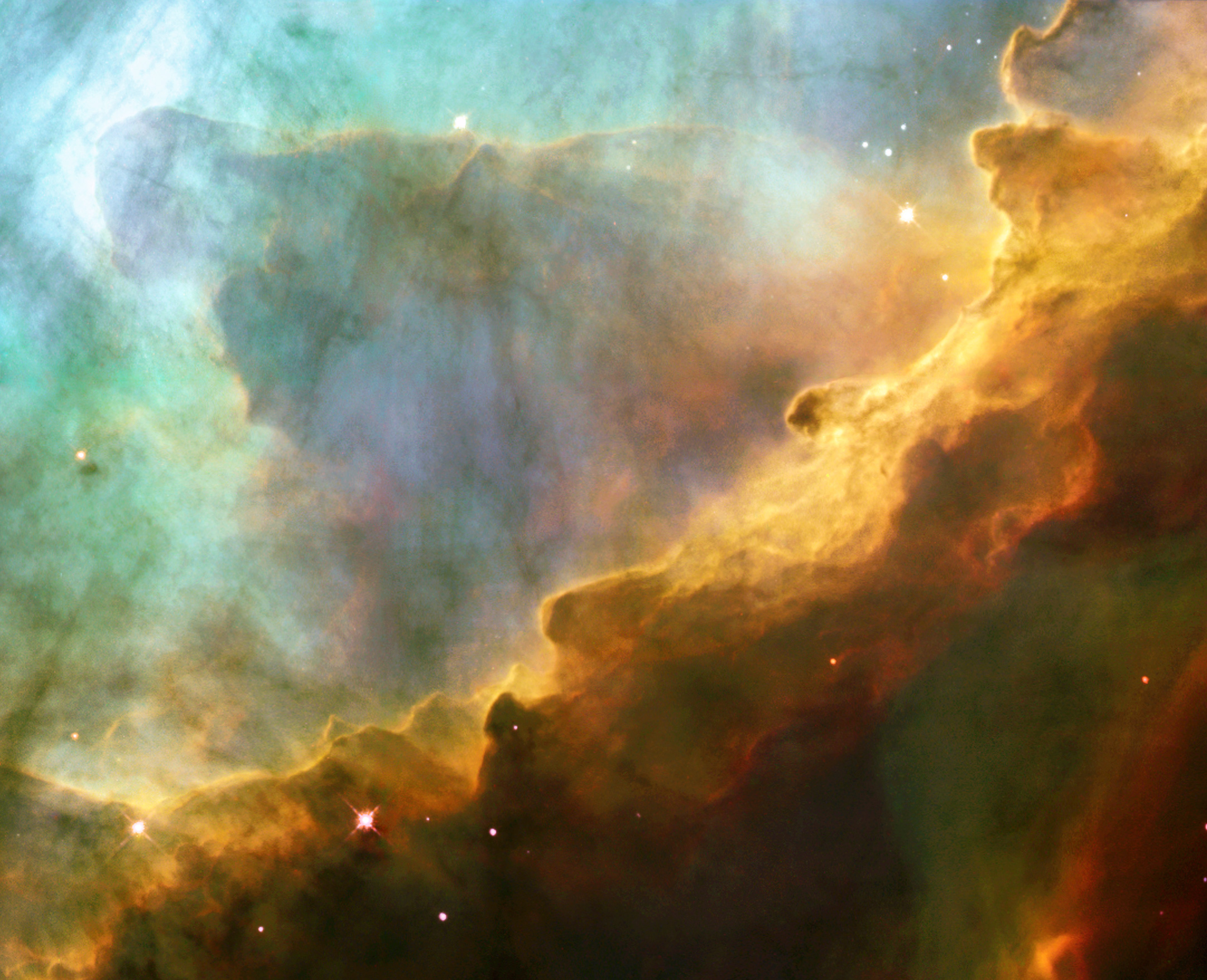
Nébuleuse M17 : photographie prise par le télescope Hubble.

Vieille de plusieurs milliers d'années, l’astronomie est probablement une des plus anciennes des sciences naturelles, ses origines remontant au-delà de l'Antiquité, dans les pratiques religieuses préhistoriques.
L'astronomie est la science de l'observation des astres et cherche à expliquer leur origine, leurs éventuelles évolutions et aussi l'influence qu'ils ont physiquement sur la vie de tous les jours : marées, crue du Nil, canicule, etc. Cette influence se manifeste par certains phénomènes exceptionnels (les éclipses, les comètes, les étoiles filantes, etc.) qui pour certains étaient des événements majeurs dans le rythme de vie de la communauté comme les saisons et pour d'autres la possibilité de mieux faire avancer les connaissances au niveau de la compréhension de l'univers céleste. Elle ne doit pas cependant être confondue avec des disciplines très proches telles que l’archéoastronomie, la mécanique céleste qui n'en sont que des domaines particuliers.
L'étymologie du terme astronomie vient du grec ἀστρονομία (ἄστρον et νόμος) ce qui signifie loi des astres.
L'astronomie est peut-être la plus ancienne des sciences, comme semblent l'indiquer nombre de découvertes archéologiques datant de l'âge du bronze et du Néolithique. Certaines civilisations de ces périodes avaient déjà compris le caractère périodique des équinoxes et sans doute leur relation avec le cycle des saisons, elles savaient également reconnaître quelques dizaines de constellations. L'astronomie moderne doit son développement à celui des mathématiques depuis l'Antiquité grecque et à l'invention d'instruments d'observation à la fin du Moyen Âge. Si l'astronomie s'est pratiquée pendant plusieurs siècles parallèlement à l'astrologie, le siècle des Lumières et la redécouverte de la pensée grecque ont vu naître la distinction entre la raison et la foi, si bien que l'astrologie n'est plus pratiquée par les astronomes de nos jours.

## L'observation du ciel à la Préhistoire

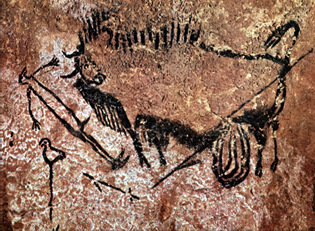
Une scène découverte dans le Puits de la grotte de Lascaux, vieille d'environ 17000 ans.

Par définition, il n'existe pas d'information directe ou écrite concernant les observations du ciel au Paléolithique. Seuls de rares indices isolés permettent de les soupçonner. Selon de rares auteurs tels qu'Alexander Marshack ou Chantal Jègues-Wolkiewiez, paléo-astronome, certains objets témoigneraient de l'observation des astres, du Soleil ou de la Lune en dressant une cartographie des positions des objets célestes.
Une autre source d'informations est la tradition narrative et le lexique des langues anciennes ou vivantes. Ainsi la désignation en indo-européen des « Ourses » polaires ou de l'« Élan » pour l'étoile polaire, et de plusieurs autres astérismes et constellations, témoigne d'une culture très ancienne, tout comme le nom plus récent de Septentrion (« Sept Bœufs » [sous le joug]) qui leur équivaut dans une culture agricole. Des correspondances de notions mythiques communes entre aires éloignées (Europe et Amérique septentrionale, notamment) semblent non fortuites, ce qui impliquerait un héritage vieux d'au moins 15 000 ans.
Selon A. Marshack, les indentations gravées sur un os d’aigle mis au jour dans l’abri Blanchard et datant d'environ 32 000 ans correspondraient à des notations lunaires : leur nombre et leur position pourraient être mis en rapport avec les lunaisons[réf. nécessaire].
Selon C. Jègues-Wolkiewiez, l'ornementation spécifique des grottes du sud de la France, lorsque celle-ci correspond par exemple à des solstices, serait un autre élément significatif. Cet auteur considère même que les peintures de ces grottes pourraient être des cartographies stellaires. Pour elle, la scène du Puits de la grotte de Lascaux (environ 17 000 ans), supposerait des connaissances astronomiques : elle propose d'y reconnaître une représentation des Pléiades et du zodiaque.

« La visualisation de la lumière solaire sur la porte d'entrée de la grotte pendant 50 minutes environ lors du coucher solaire au moment du solstice d'été, confirme cet éclairement complet de la rotonde pendant cette période solsticiale au temps de la création de l'œuvre. Éclairement permettant même un travail en pleine lumière, presque durant une heure pendant quelques jours par an au début de l'été. Mais aussi lumière de la pleine lune le matin lors du solstice d'hiver. »

— Chantal Jègues-Wolkiewiez
La signification profonde de ces cartographies est inconnue ; elle pourrait être d'ordre religieux ou calendaire, marquant les grandes périodes de migration, de chasse, etc. Cette hypothèse, qui a été d'abord contestée au nom de divers préjugés, scientifiques ou non, s'avère stimulante dès que l'on prend en compte l'interdisciplinarité. Le manque d'indices archéologiques explicites ne signifie aucunement que l'observation du ciel ne jouait aucun rôle chez les hommes préhistoriques : celle-ci est bien attestée dans les cultures des chasseurs-cueilleurs contemporaines, comme les aborigènes d'Australie.
Au Néolithique, les sources se multiplient même si leur interprétation demeure délicate. La mise en œuvre de calendriers, qui témoignent de connaissances certaines de l'évolution du ciel, revêtait pour ces civilisations agraires une importance vitale. La possibilité d'anticiper les événements saisonniers ou annuels rendait la planification possible. On attachait ainsi aux causes possibles des phénomènes célestes une interprétation religieuse.
L'émergence des pratiques agraires s'est peut-être accompagnée de la pratique de divers cultes ouraniens (qui se rapportent au ciel, espace dédié au sacré) et, avec cela, de l'astronomie et de l'astrologie (aussi bien d'ailleurs, de l'astrologie chaldéenne que chinoise). D'innombrables sépultures de cette époque sont orientées dans une direction du ciel particulière. Parmi les découvertes archéologiques associées à une pratique du calendrier, il y a lieu de citer les cônes d'or rituels mis au jour en France et en Allemagne méridionale, interprétés comme les couvre-chefs de prêtres d'un culte solaire, et le disque de Nebra[réf. nécessaire]. Le cercle de Goseck, tracé il y a près de 7 000 ans, est le plus ancien observatoire solaire connu[réf. nécessaire].

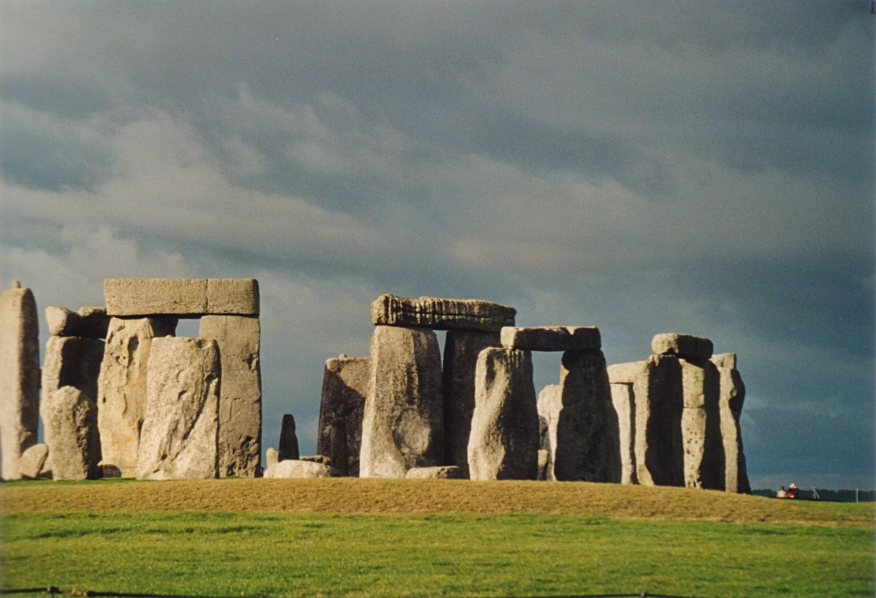
Stonehenge

Les vestiges qui nous sont parvenus du Néolithique, tels les grands cercles mégalithiques dont les plus connus sont Nabta Playa, vieux de 6 000 à 6 500 ans, ou Stonehenge (Wiltshire, Angleterre), mis en place entre 5000 et 3500 avant le présent, peuvent difficilement être qualifiés d'observatoires. En effet, leur fonction était avant tout religieuse, et l'observation, si observation il y avait, était limitée au repérage rituel d'alignements solaires, peut-être lunaires, au moment du lever et du coucher de ces astres à certaines époques de l'année. De plus les groupes culturels qui les ont érigés ne répondent pas aux conditions exprimées ci-dessus : ils se caractérisent en particulier par l'absence d'une écriture et de documents qui nous permettraient de déduire avec certitude que la fonction des monuments mégalithiques comportait bien une composante astronomique, ou même que l'astronomie jouait un rôle majeur au sein de ces groupes. Camille Flammarion par exemple, et bien d'autres avant et après lui, parleront au sujet des cercles mégalithiques de « monuments à vocation astronomique » et d'« observatoires de pierre ». Mais les études menées ces trente dernières années ont fortement nuancé une telle affirmation.
Depuis les années 1970, l’archéoastronomie, qui se consacre à l'étude de ce genre d'édifices et à leur signification astronomique, s’est constituée en une discipline autonome.

## L'astronomie dans les civilisations anciennes

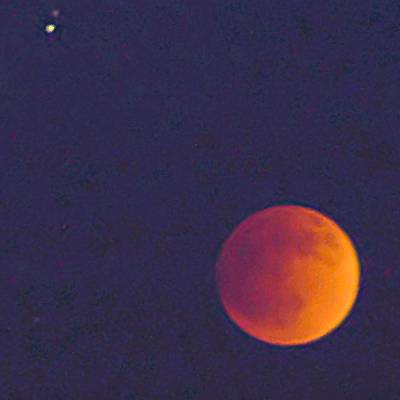
Éclipse totale de Lune du 4 mai 2004.

L'astronomie commença par l'observation et la prédiction du mouvement des objets célestes visibles à l'œil nu : nous parlons d'« astronomie prétélescopique ». Nous devons à ces différentes civilisations les bases de notre science moderne.
La plus ancienne mention d'une éclipse de Lune est celle du 17 janvier 3380 avant notre ère, qui aurait été décrite par les Mayas en Amérique centrale. Cette reconstitution est cependant contestée, dans la mesure où la théorie communément reçue suppose que le peuple maya n'a pu mettre en œuvre son calendrier avant 3373 avant notre ère, au plus tôt. Nous n'avons toujours pas trouvé d'indications attestant d'une utilisation antérieure,,.
En Chine, la date de la première éclipse solaire mentionnée est datée de 2137 avant notre ère.

### L'astronomie mésopotamienne et égyptienne
Les Mésopotamiens et les Égyptiens vénéraient eux aussi des divinités célestes et s'adonnaient à l'observation des cieux.
La première observation d'une éclipse solaire en Mésopotamie est attestée du 6 juin 763 avant notre ère.
Pour les civilisations du Proche-Orient et d'Afrique du Nord, l’aspect du ciel a toujours revêtu une signification mythologique et religieuse.
Toutefois, les observations astronomiques n'avaient pas une finalité astrologique aussi prononcée dans la civilisation égyptienne qu’en Mésopotamie.

#### En Mésopotamie
Les prédictions astrologiques et les signes célestes formaient la préoccupation essentielle de l’astronomie en Mésopotamie. Les Babyloniens et les Assyriens archivaient et conservaient précieusement les comptes rendus de leurs observations astronomiques remontant jusqu’au IIIe millénaire av. J.-C.
Les Sumériens bâtirent leur calendrier sur la structure des constellations. Des milliers de tablettes d’argile rédigées en cunéiforme contiennent des textes astronomiques, que l'on attribue aux bibliothèques d’Uruk et de Ninive. Tôt au cours du IIIe millénaire av. J.-C., on qualifia Vénus d’étoile d’Inanna. D'antiques sceaux cylindriques et des poèmes dédiés à la planète Vénus en tant qu’incarnation d’Inanna témoignent de l'antiquité des connaissances astronomiques de ce peuple : Inanna, c'est en tant que Vénus que les nations étrangères te voient luire. Ô maîtresse des cieux, je voudrais te dédier mon chant.
Forts de leurs copieuses chroniques astronomiques, les astronomes babyloniens formèrent les premières séries mathématiques, qui leur servaient à calculer les positions des astres et, par là même, à prédire les prochains phénomènes célestes. Dès 1000 av. J.-C., ils étaient en mesure de tirer des complexes chroniques de conjonction astrale les périodes individuelles de certains astres, et donc de prédire les temps de passage.
Nabu-rimanni est le premier astronome chaldéen dont le nom nous soit parvenu. Les connaissances astronomiques des Hébreux leur venaient de l’astronomie babylonienne : aussi retrouve-t-on dans la Bible l’écho d’énoncés chaldéens sur la position de la Terre dans l'Univers, sur la nature des étoiles et des planètes.

#### En Égypte

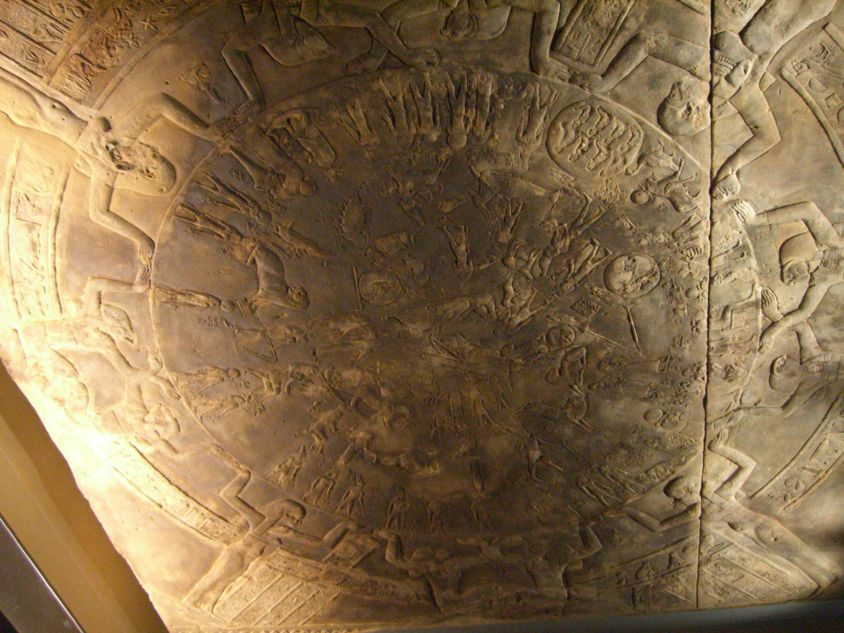
Zodiaque de Dendérah

La nuit commençait avec le crépuscule et se terminait avec le lever du Soleil. Suivant la division de l'année égyptienne en 36 décades, les Égyptiens divisent le ciel en 36 décans, de telle sorte que les étoiles à l'intérieur d'un décan se lèvent ou se couchent une heure après celles du décan précédent, heure variable suivant les saisons. Les douze étoiles servant à la division de la nuit en heures (les décans) étaient associées aux « douze gardiens du ciel » censés accompagner les pharaons défunts dans leur voyage nocturne avec Râ, la divinité solaire. Contrairement à leur importance dans les décans du zodiaque, les constellations ne jouent presque aucun rôle ici. La plus ancienne représentation du ciel étoilé figurait sur les plafonds des chambres funéraires des pyramides égyptiennes. Mais les premières véritables représentations de constellations remontent à la XIe dynastie égyptienne et figurent sur la planche inférieure d'un cercueil d’Assiout.
Les principes astronomiques sont aussi à l'œuvre dans la disposition des bâtiments sacrés, notamment celle des pyramides. Mais rien ne nous a été transmis des méthodes utilisées, et les avis sont partagés. Dans le calendrier égyptien, Sirius joue un rôle important, son lever héliaque ayant été mis en parallèle avec la crue annuelle du Nil. Comme l'année égyptienne fait 365 jours exactement, la date de la crue du Nil se déplace progressivement dans le calendrier, et le lever héliaque de Sirius ne revient plus qu'une fois tous les 1 460 ans à la même date du calendrier égyptien. Mais à l’origine, il semble que Sirius ait présidé à la tenue des festivités de Thèbes. Une réforme de 150 avant notre ère établit un calendrier amélioré, avec une année de 365,25 jours[réf. nécessaire].
Un zodiaque circulaire fut installé dans la chapelle d'Osiris du temple d'Hathor de Dendérah au premier siècle avant notre ère par les derniers Lagides grecs.

### L'astronomie dans la Grèce antique

#### L'héritage chaldéen
La principale source sur les premières conceptions grecques des phénomènes célestes nous vient des odes poétiques : Homère comme Hésiode évoquent en effet les conditions astronomiques ; chez Homère, on ne trouve que de rares allusions aux signes du zodiaque.
Les premiers Grecs, comme d'autres civilisations, ne savaient pas que l’« étoile du matin » (appelée Eosphoros, « le porteur de (la lumière) de l'Aurore », ou Phosphoros « le porteur de lumière ») et l’« étoile du soir » (appelée Hespéros) correspondaient à la seule planète Vénus et n'étaient pas deux astres distincts. Du moins cette méprise, grâce aux connaissances des Babyloniens, était-elle corrigée à l'époque de Platon ; par la suite, on attribua à Pythagore l’unification des deux phénomènes.
Les penseurs grecs bénéficièrent des connaissances astronomiques et des méthodes d'observation chaldéennes, très en avance sur les leurs. Cette transmission s'opéra de manière progressive, mais les connaissances actuelles sur les débuts de l'astronomie grecque sont lacunaires et l’appréciation de ce qu'ils doivent aux Babyloniens demeure pour cette raison imprécise. Il est certain que la destruction des livres profanes aux premiers siècles de la Chrétienté a fait disparaître un grand nombre d'écrits astronomiques et nous a privés de très nombreux renseignements en la matière.
Il est attesté, par exemple, que les Babyloniens disposaient déjà de spécimens rudimentaires de sphère armillaire. Les Grecs utilisèrent à leur tour ces instruments et les perfectionnèrent. Ils reprirent également à leur compte la division du zodiaque en 12 constellations.

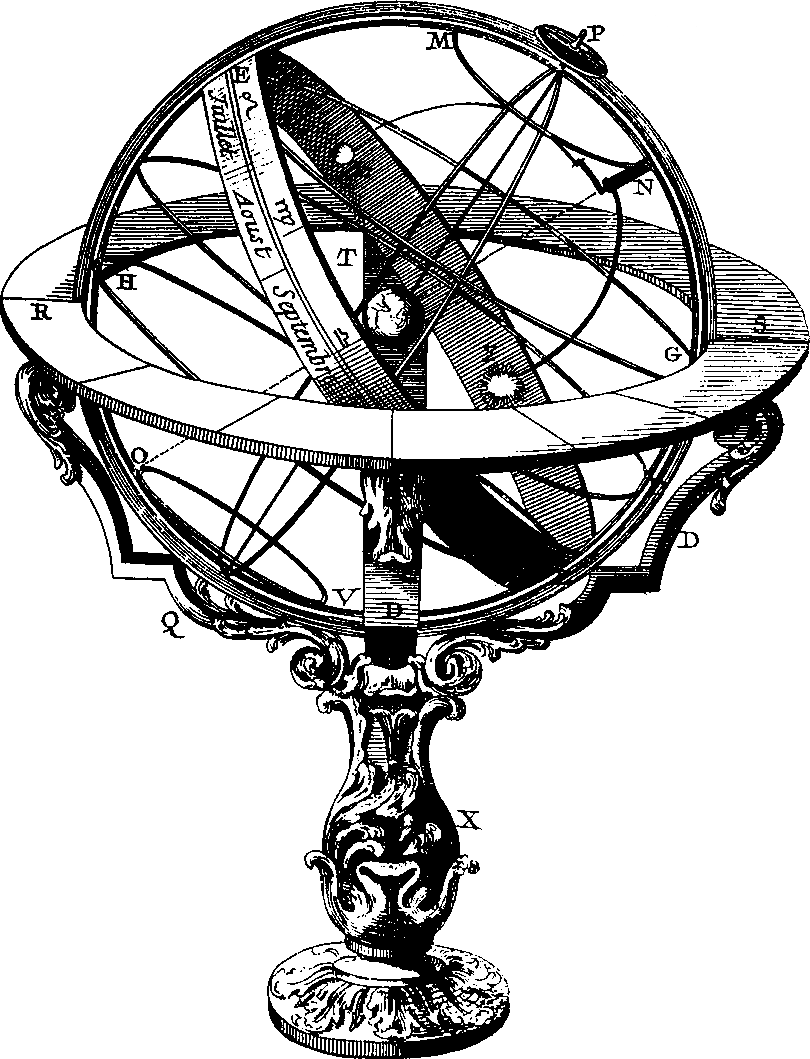
Les sphères armillaires furent en usage jusqu’au XVIIe siècle.

La plus grande part de l'héritage fut évidemment transmise peu après les conquêtes d'Alexandre qui, selon Simplicius, aurait confié la traduction des textes babyloniens à Callisthène d'Olynthe. Par exemple, la division du cercle (et donc de l'écliptique et du zodiaque) en 360 degrés semble avoir été adoptée par les Grecs à cette époque. Elle remonte sans doute aux décans des Égyptiens. Mais avant tout, les Grecs de cette époque eurent un accès direct aux observations chaldéennes, consignées avec précision depuis de nombreux siècles Le lien entre les sources chaldéennes et Hipparque est maintes fois mentionné dans l'Almageste. Le contact, attesté par Strabon entre Hipparque et les travaux de son contemporain Séleucos de Séleucie est également très significatif, bien qu'il y soit plutôt question de géographie. Les Chaldéens en avaient aussi déduit des cycles et des configurations planétaires, qui firent également partie de l'héritage. Les Grecs ignoraient initialement les méthodes mathématiques de leurs devanciers : ils empruntèrent d'abord une voie différente, car pour les philosophes hellènes, le cosmos est essentiellement géométrique et non arithmétique. Le changement de perspective s'opérera progressivement, pour devenir plus marqué, une fois encore, après les conquêtes d'Alexandre. Faut-il y voir une autre influence babylonienne ou est-ce l'effet des évolutions de la philosophie grecque? La question n'est pas tranchée.

#### Philosophes et astronomes

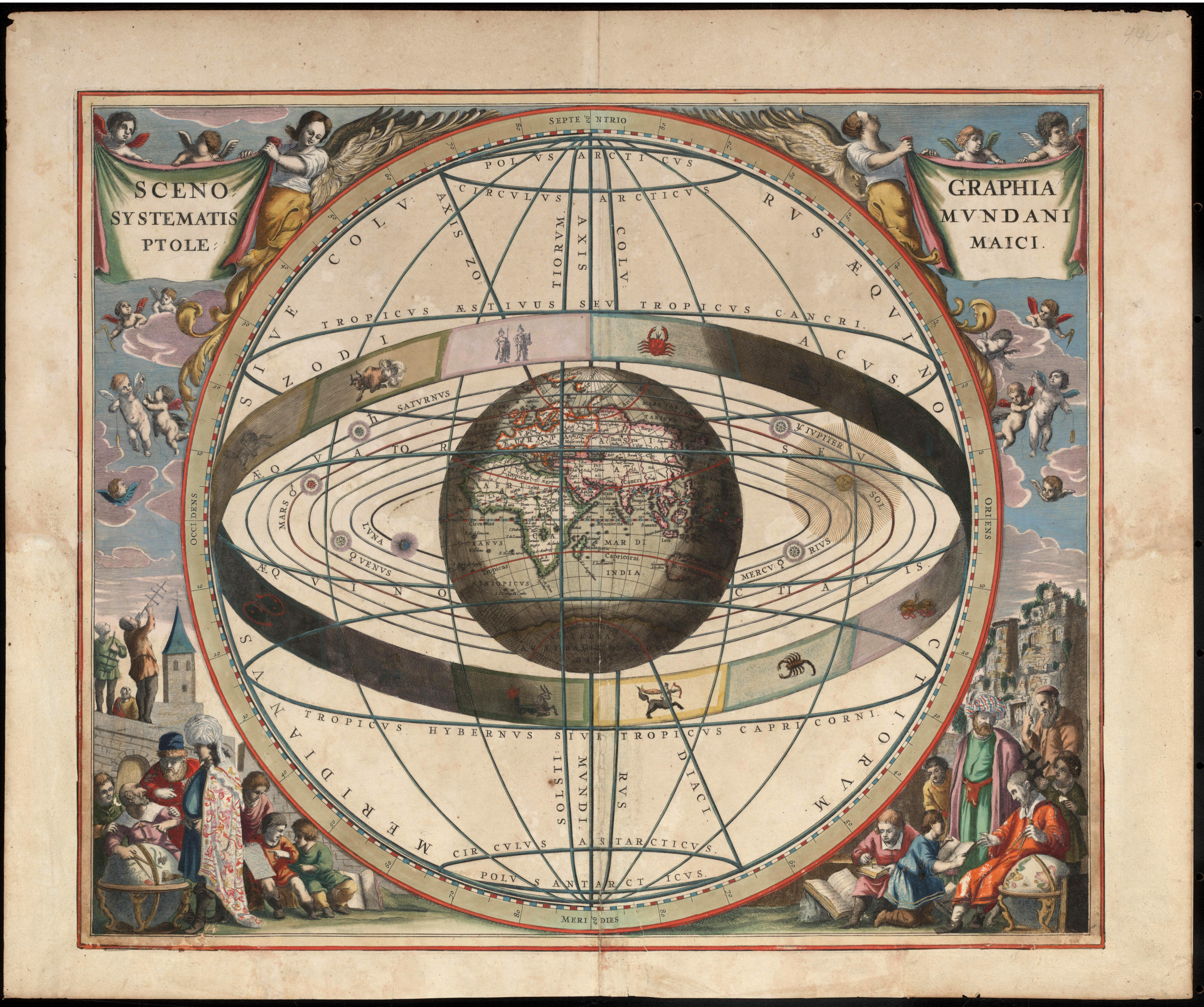
Représentation artistique du modèle géocentrique d'après Ptolémée.

Thalès de Milet, le premier, 600 ans avant l’ère chrétienne, paraît avoir enseigné la sphéricité et l’isolement de la Terre. Jusqu'au Ve siècle av. J.-C., les présocratiques imaginèrent différents modèles astronomiques pour rendre compte des phénomènes célestes. Ils découvrirent entre autres des méthodes de mesure du temps de plus en plus précises, comme les cadrans solaires, dont le principe leur vint certainement des Babyloniens. Anaximandre, contemporain et disciple de Thalès, est parfois considéré comme le fondateur de l'astronomie en tant qu'auteur de la première théorie astronomique non mythologique. Il fit l'hypothèse du géocentrisme : le premier, il donna à l’Univers la forme d'une sphère, dont la Terre, cylindrique, occupe le centre. Les civilisations antérieures, elles, ne voyaient le ciel que comme un hémisphère surplombant une Terre plate, renvoyant à des mythes l'explication de la disparition et de l'apparition des astres le soir et le matin. Anaximandre n'alla toutefois pas jusqu'à assigner à la Terre une forme sphérique. L'idée de cette sphéricité apparut manifestement au Ve siècle. Elle est parfois attribuée à Pythagore, parfois à Parménide. Rien ne prouve cependant qu'elle revienne à l'un ou à l'autre. Il est certain que cette idée était largement admise à la fin du Ve siècle ou au début du IVe, du moins dans les milieux instruits.
Selon R. Baccou, ce sont les orbes des sept planètes que Platon présente au livre X de La République. Il décrit un ordre de huit cercles ou orbites : étoiles fixes, Saturne, Jupiter, Mars, Mercure, Vénus, Soleil, Lune, qui se distinguent par leur rang quant aux distances (de l'extérieur vers l'intérieur : étoiles, Vénus, Mars, Lune, Soleil, Mercure, Jupiter, Saturne), aux couleurs (du plus au moins clair : étoiles, Soleil, Lune, Saturne, Mercure, Jupiter, Mars, Vénus), aux vitesses de révolution (du plus au moins rapide : étoiles, Lune ; Mercure, Vénus, Soleil ex æquo ; Mars, Jupiter, Saturne).

« On comptait huit pesons… Le premier peson, celui qui était le plus à l'extérieur, avait le rebord circulaire le plus large ; le rebord du sixième était le deuxième en largeur ; celui du quatrième était le troisième ; celui du huitième était le quatrième ; celui du septième était le cinquième ; celui du cinquième était le sixième ; celui du troisième était le septième, et enfin celui du deuxième était le huitième. Et le rebord du plus grand était couvert d'étoiles ; celui du septième était le plus brillant celui du huitième recevait sa couleur du septième qui l'illuminait ; celui du deuxième et celui du cinquième présentaient une apparence similaire, ils étaient plus pâles que les précédents ; le troisième avait l'éclat le plus blanc ; le quatrième était rougeoyant ; le deuxième arrivait en second pour la blancheur… Parmi les sept, le plus rapide était le huitième, puis venaient le sixième et le cinquième, dont la révolution était simultanée. Le quatrième, engagé dans cette rotation en sens inverse, leur semblait occuper le troisième rang, et le deuxième le cinquième rang. Le fuseau lui-même tournait sur les genoux de Nécessité. Sur la partie supérieure de chaque cercle se tenait une Sirène, qui était engagée dans le mouvement circulaire avec chacun et qui émettait une sonorité unique, une tonalité unique, et de l'ensemble de ces huit voix résonnait une harmonie unique. »

— Platon, La République, Livre X, 616-617.
La Grèce classique fut la première civilisation à détacher la pratique de l'astronomie des préoccupations de calendrier, de divination ou de culte religieux, au profit d'une volonté de fournir une explication théorique globale des phénomènes astronomiques. Elle apporte d'importantes contributions, notamment la définition du système de magnitude. Autre invention essentielle pour le développement ultérieur de l’astronomie d’observation, Aristote (384–332 av. J.-C.) décrivit le principe de la chambre noire.
Mais c'est surtout à l'époque alexandrine (de 323 à 30 av. J.-C.) que l'astronomie connut un essor considérable. La mesure indirecte du diamètre terrestre par Ératosthène, vers 220 av. J.-C., est restée célèbre : la taille de la Terre était calculée en mesurant la longueur de l'ombre portée au même moment par le Soleil à deux endroits différents, Alexandrie et Syène, villes dont on pouvait estimer la distance, en l'interprétant comme une différence de latitude le long d'un méridien de la sphère terrestre. On connaît généralement moins bien la tentative faite par Aristarque de Samos, de rapporter la distance Terre-Soleil à la distance Terre-Lune qui, par suite d'une précision défectueuse dans les mesures d'angle, donne il est vrai une piètre estimation (le rapport est faux d'un facteur 20…), mais qui n'en est pas moins correcte dans son principe.

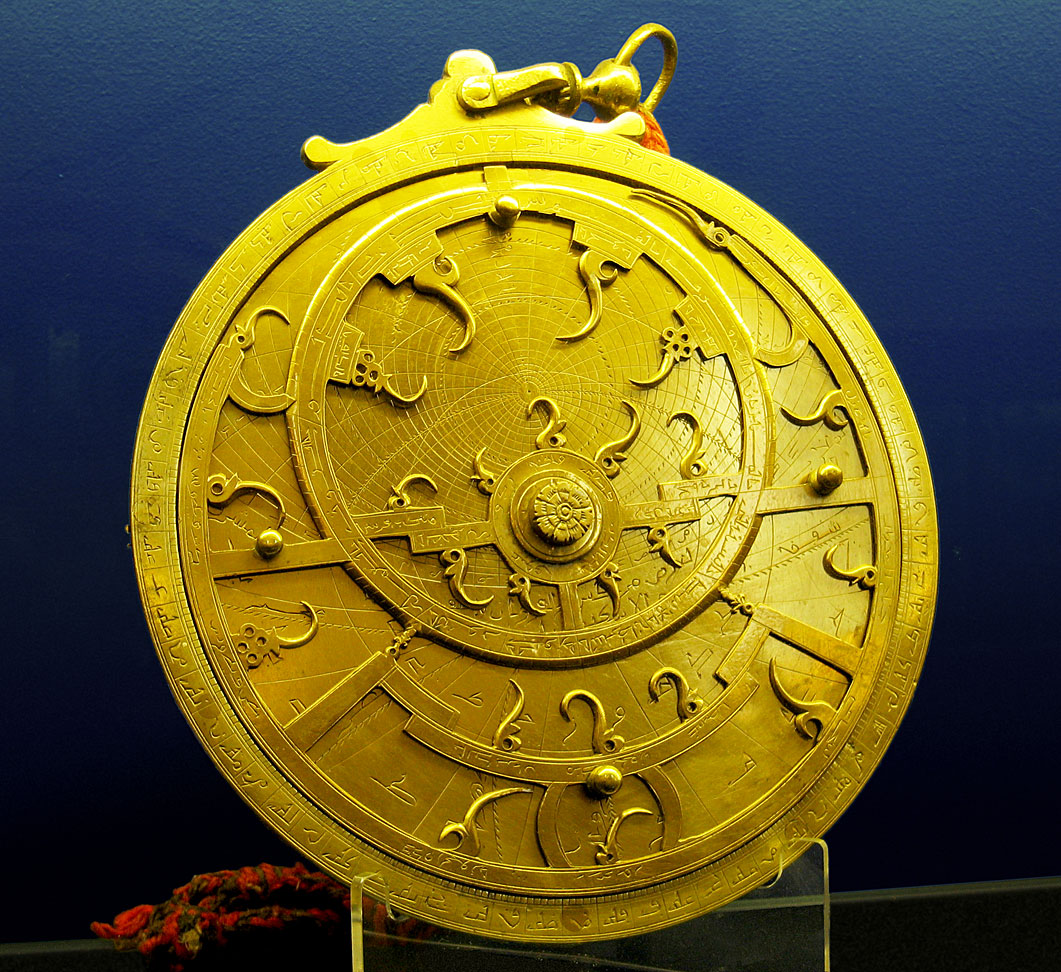
Astrolabe persan (XVIIIe siècle) : instrument pour mesurer les angles célestes.

Hipparque de Nicée et d'autres perfectionnèrent des instruments astronomiques qui demeurèrent en usage jusqu’à l’invention de la lunette astronomique, près de deux mille ans plus tard : à savoir le théodolite, à ses débuts sorte de sphère armillaire sophistiquée, où l'on pouvait lire les coordonnées sur la sphère céleste au moyen de graduations. Hipparque le perfectionna encore, pour en faire l’astrolabe, et Ptolémée, à la suite du même Hipparque, donna la description d'une réduction en plan du réseau de parallèles et de méridiens célestes. L'un des rares instruments grecs qui nous soient parvenus à peu près intacts de l'Antiquité est la machine d'Anticythère, le plus vieil appareil connu comportant des engrenages (daté d'env. 100 av. J.-C.). On interprète aujourd'hui son mécanisme comme un calculateur analogique employé pour déterminer la position des planètes, et on attribue à Posidonios (135–51 av. J.-C.) la construction de cet appareil.
Tandis que les instruments d'observation se perfectionnaient, les Grecs de cette époque, comme l'avaient fait leurs prédécesseurs, tentèrent d'élaborer une théorie permettant d'expliquer les mouvements des astres. Ils restaient toutefois généralement attachés à certains présupposés philosophiques (géocentrisme, fixité de la terre, mouvements circulaires et uniformes des astres). Comme les observations ne s'accordaient pas totalement à ces principes, ils durent faire preuve d'ingéniosité pour les concilier avec la théorie qui se devait de « sauver les apparences » (σώζειν τὰ φαινόμενα). C'est ainsi que naquirent notamment la théorie des sphères homocentriques (Eudoxe de Cnide) et, surtout, la théorie des épicycles, qui est un développement des travaux d'Apollonios de Perga sur l'excentricité des orbites et qui doit très probablement être attribuée à Hipparque (190 à 120 av. J.-C.). Celui-ci propose donc cette « théorie des épicycles » qui permet à son tour l'établissement de tables astronomiques très précises. Pour la réalisation des premières tables, il bénéficie des observations mésopotamiennes. Celles dont il dispose, remontant au VIIIe siècle, lui donnent un recul suffisant pour établir notamment, en les joignant à des observations personnelles, les vitesses de déplacement des astres. L'ensemble théorie-tables se révèlera largement fonctionnel, permettant par exemple de calculer pour la première fois des éclipses lunaires et solaires. On ignore s'il parvint a réaliser effectivement de tels calculs, mais la méthode peut, sans aucun doute, lui être attribuée (Pour des détails sur les conditions requises pour la réalisation de tels calculs et sur les mesures réalisées, voir l'article Hipparque (astronome)). Les calculs d'éclipses étaient en tout cas possibles à l'époque de Ptolémée, selon la méthode exposée dans l'Almageste.

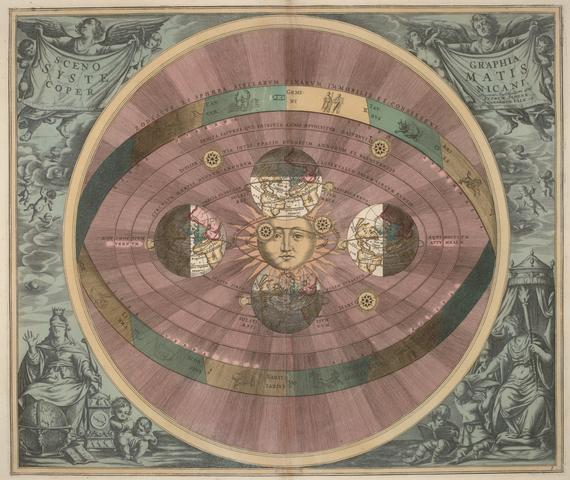
Le système héliocentrique.

Au sein de l'école d'Alexandrie, mais à l'époque romaine, l’œuvre de Ptolémée (vers 150 de notre ère) marque l'apogée de l’astronomie antique : sur la base des connaissances et des théories de son époque (les épicycles), ce savant élabora le système planétaire qui porte son nom, et qui fut accepté dans les mondes occidentaux et arabes pendant plus de mille trois cents ans. Avec l’Almageste (en grec, Ἡ μεγάλη Σύνταξις, Le grand traité, transmis en arabe classique sous le titre d’Al megistos, superlatif grec signifiant « le très grand »), il offrit à l'astronomie une synthèse cohérente des connaissances, dont des tables astronomiques très élaborées. À la suite de Timocharis d'Alexandrie et d'Hipparque, il dressa un catalogue d’étoiles et une liste de quarante-huit constellations, différent du système moderne de constellations. Bien que ne couvrant pas toute la sphère céleste, ces catalogues serviront aux savants jusqu’à la Renaissance.
Quant aux Romains proprement dits, s'ils rangeaient l’astronomie au nombre des arts libéraux, ils ne l'enrichirent guère : c'est qu'ils y voyaient surtout un outil de l’astrologie, science divinatoire éminente. Une large partie de la littérature spécialisée fut préservée dans l’Empire romain d’Orient jusqu'à la chute de Constantinople, mais les échanges culturels avec les érudits de l'Occident latin se tarirent dès le Haut Moyen Âge.

#### Le géocentrisme en question
Il y eut dans l'Antiquité diverses alternatives au géocentrisme. Plusieurs pythagoriciens, notamment, étaient d'avis que le centre de l’Univers est le siège d'un feu central, autour duquel orbitent la Terre, le Soleil et les planètes. Aristarque de Samos, dès le IIIe siècle av. J.-C., propose un système héliocentrique dans lequel le Soleil est fixe au centre du monde. Il suggère en outre (comme l'avait fait Héraclide du Pont au IVe siècle av. J.-C.) que l'axe de la Terre effectue une précession quotidienne par rapport à la sphère des fixes. Pourtant le géocentrisme, avec une Terre immobile autour de laquelle toutes les sphères tournent quotidiennement, demeura la théorie reçue jusqu’à l’adoption de la théorie de Copernic, lequel s’est inspiré des idées d’Aristarque.

#### Les apports de l'astronomie grecque et latine antique

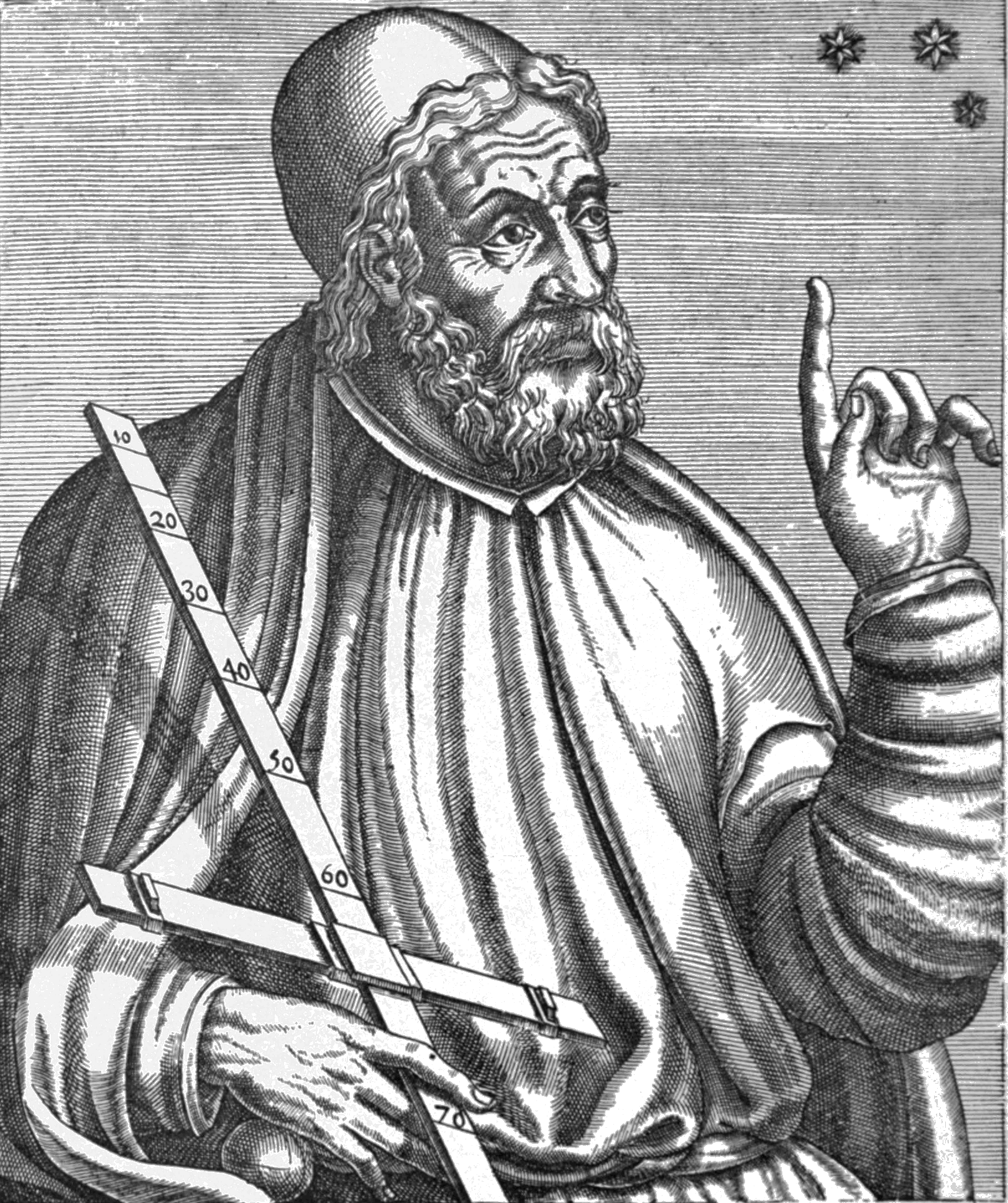
Ptolémée : portrait allégorique de la Renaissance.

Les principaux enseignements des astronomes grecs peuvent se résumer principalement à ceci :
- la doctrine de la sphéricité de la Terre par caractérisation de l'ombre portée sur la Lune lors des éclipses ; vers 200 av. J.-C. premier calcul approché du diamètre terrestre par Ératosthène d’Alexandrie, en mesurant l'ombre portée par le Soleil au même moment en différents lieux ;
- le calcul de la position des astres sur leurs orbites et le calcul des dates d'occurrence des éclipses (tables de Ptolémée, reprenant et perfectionnant des tables antérieures. Les premières devraient remonter à Hipparque. Début des tables de trigonométrie et de la trigonométrie sphérique) ;
- la discussion de systèmes cosmologiques non géocentriques (Aristarque). Mais cet apport, suivi seulement par Séleucos de Séleucie, restera en sommeil jusque Copernic ;
- l’établissement des premiers grands catalogues d'étoiles par Timocharis d'Alexandrie, Hipparque de Nicée, Archimède et Ptolémée (1 022 étoiles) ;
- la découverte de la précession circumpolaire de l’axe de la Terre[30],[31] ou précession des équinoxes par Hipparque (vers 150 av. J.-C.). Cette découverte expliquait la modification graduelle de l'aspect du ciel et des coordonnées équatoriales des étoiles (ascension droite et déclinaison) sur de longues périodes de temps.

Pline l'Ancien, qui composa vers l'an 60 une somme des connaissances scientifiques de son époque, considérait que l’astronomie était une connaissance du ciel, et reléguait l'astrologie au rang de pratique divinatoire.

### Hors du bassin méditerranéen

#### L’astronomie indienne
Vers le Ier millénaire av. J.-C., la culture de l’Indus donna naissance à une cosmologie élaborée avec une divinisation des puissances célestes : la Terre, le Soleil (vu comme une pierre incandescente), la Lune, le Feu et les huit demi-quadrants du ciel. C'est un « œuf cosmique » (puruska) qui est à l'origine du monde : sa coquille forme la Terre primitive et le ciel étoilé, et l'intérieur est rempli par de l'air.

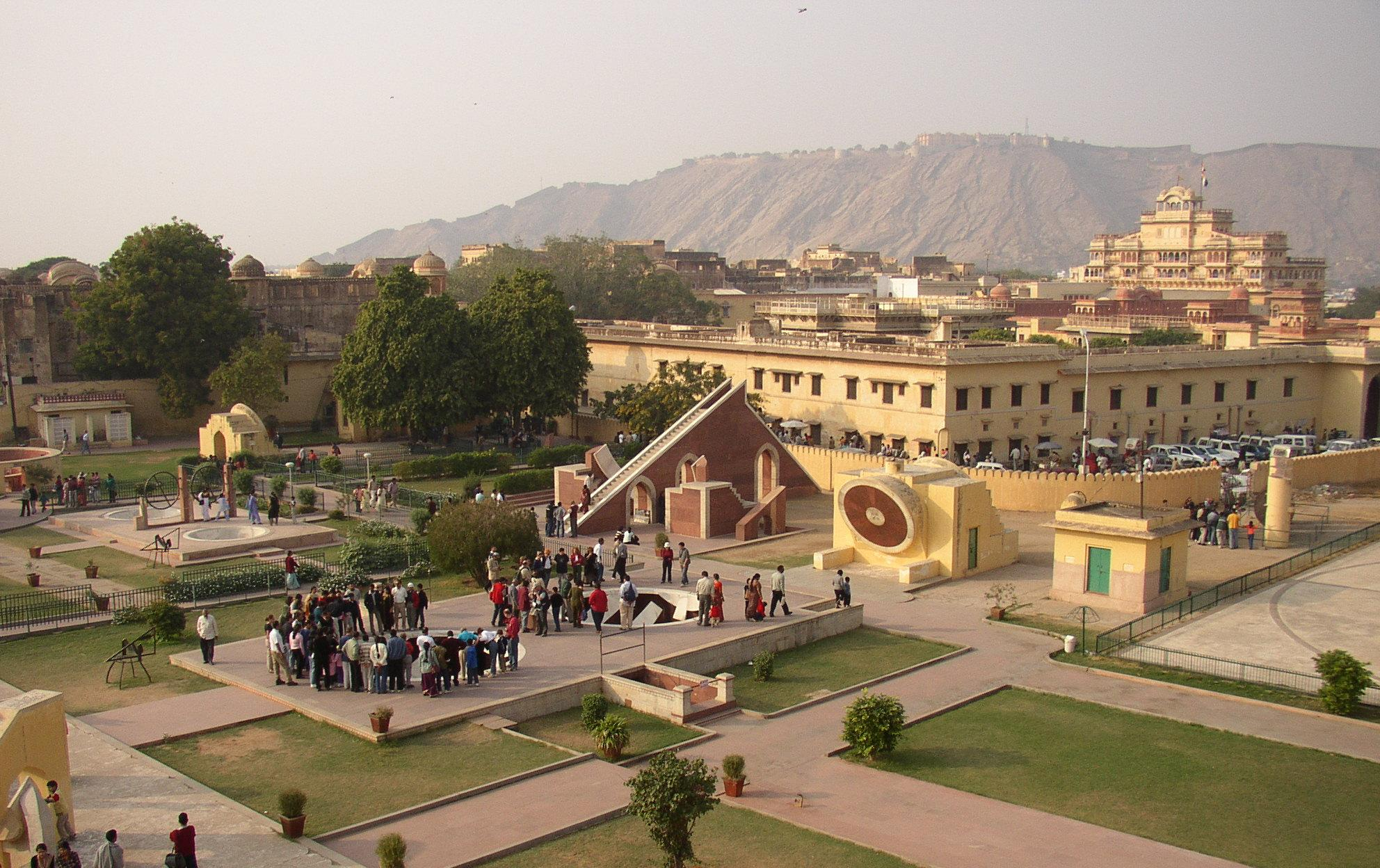
L’observatoire Jantar Mantar à Jaipur.

Comme l’astronomie indienne ne nous a été transmise que sous forme allégorique par les poèmes védiques, il est difficile d'en donner une synthèse ordonnée en peu de mots. D'une manière générale, l’astronomie védique est très proche de l’astronomie babylonienne, ce qui, selon les interprétations et les datations, justifie ou dément la thèse d'un héritage babylonien. Les historiens de l'astronomie continuent d'envisager les deux hypothèses en parallèle, mais le développement autonome de l'astronomie indienne reste plausible, car certains traits communs entre les deux traditions, comme la division du zodiaque en 360 degrés et douze constellations peuvent très bien s'expliquer par l'aspect des phénomènes naturels eux-mêmes. Ainsi l'année est arrondie à 360 jours, avec douze mois comme en Occident. La durée du jour dépend des saisons («Muhurtas» de 9,6 heures à 14,4 heures), les orbites planétaires s'étalent entre le Soleil et l’étoile polaire. Le Rig-Véda mentionne 27 constellations associées au mouvement du Soleil ainsi que les 13 divisions zodiacales du ciel. Il existe une correspondance remarquable avec la doctrine chrétienne de Teilhard de Chardin : Dieu est un esprit vivant du Monde, son fils contrôle l'expansion de l'Univers.
Vers le VIe siècle, l’astronomie indienne reçut une impulsion nouvelle avec les idées d’Âryabhata, à qui entre autres on attribue l’invention du zéro. Par la suite, le mahârâja Jai Singh II fera édifier cinq observatoires au début du XVIIIe siècle, entre autres à Delhi et Jaipur. Le plus grand d'entre eux, le Jantar Mantar de Jaipur, comporte quatorze tours d'observation pour la mesure précise des positions astrales.

#### L'astronomie des Amérindiens

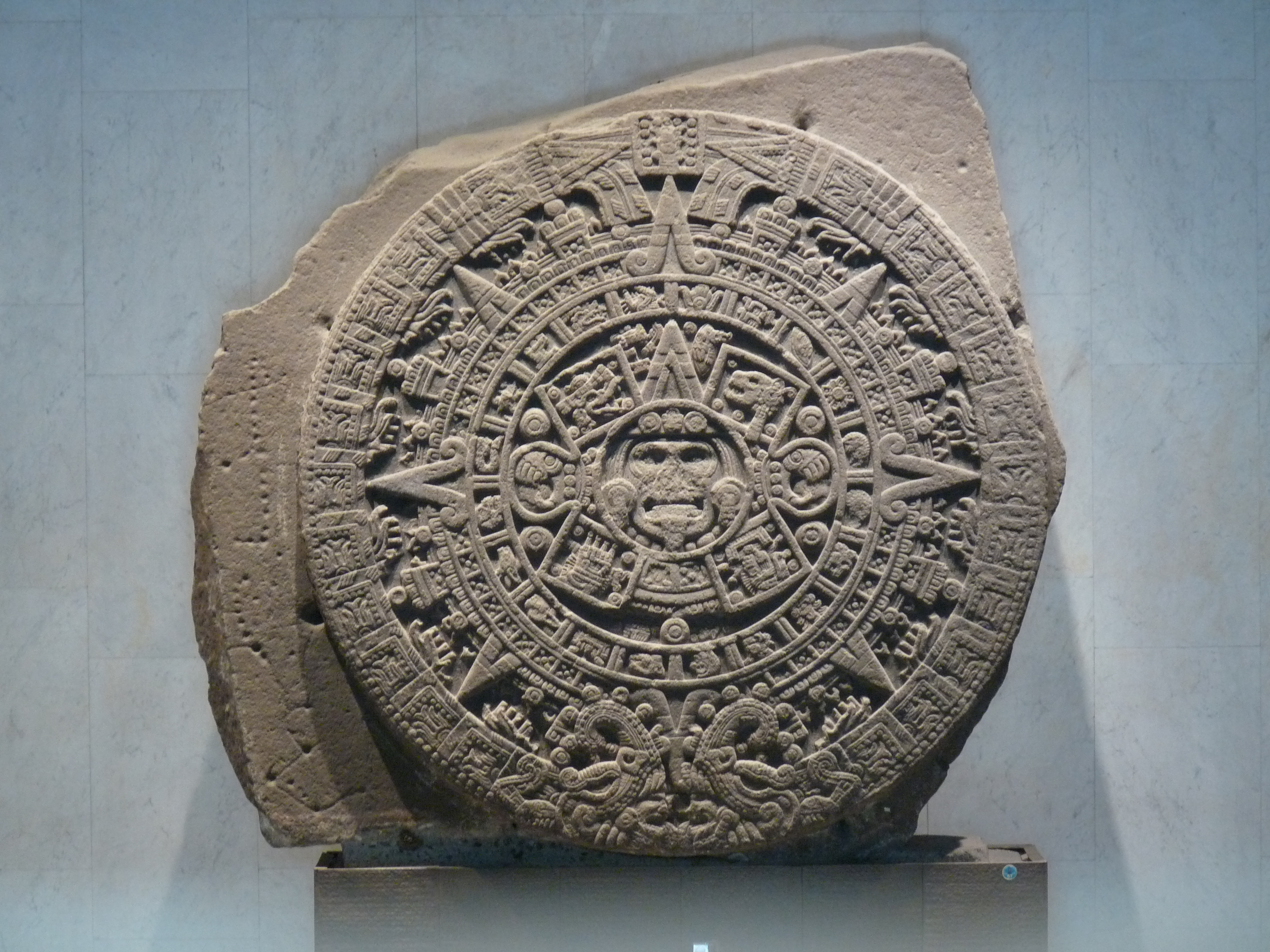
La Piedra del Sol, un calendrier pétroglyphe aztèque.

Même si l’on ne sait que peu de choses des considérations astronomiques des civilisations amérindiennes, leurs édifices cultuels et leurs observatoires astronomiques fournissent de précieuses informations. Si la plupart des écrits et des codex aztèques ont été détruits par les conquistadores, on a conservé des traces des calendriers maya et aztèque. Le comput et le calcul des conjonctions planétaires était très perfectionné chez certains peuples, notamment les Toltèques, les Zapotèques et les Mayas : ainsi, sans aucun instrument optique, l'astronomie maya avait réussi à décrire avec précision les phases et éclipses de Vénus.
Les temps de révolution des cinq planètes visibles à l'époque n'étaient connus qu'avec une imprécision de plusieurs minutes. La durée du mois coïncide avec les estimations actuelles à 6 décimales près, ce qui ne représente sur un siècle qu'un écart d'une heure.

#### L'astronomie chinoise

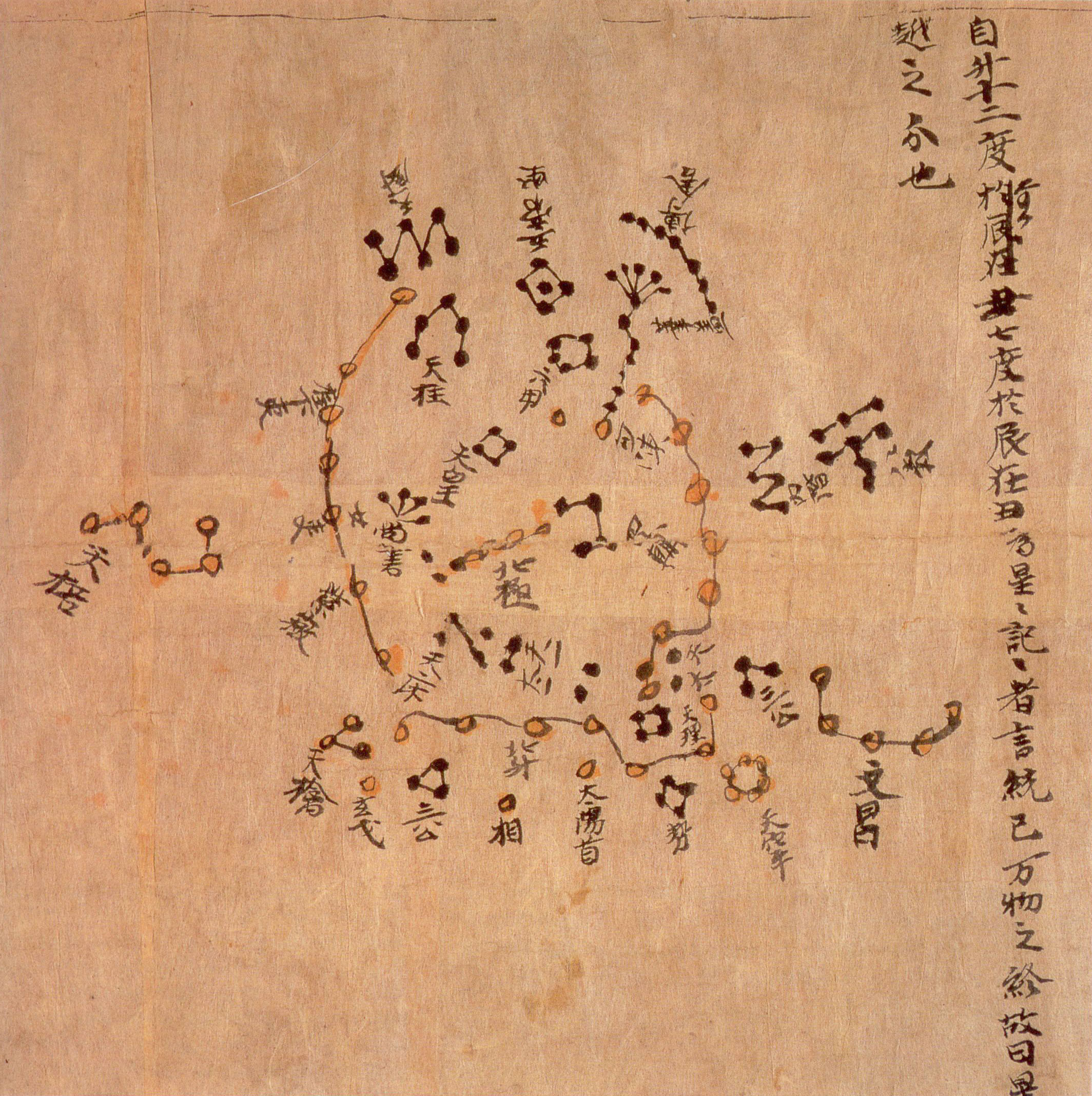
Carte des constellations (Chine ancienne).

L'harmonie du ciel, des hommes et de la terre forme une composante essentielle de la philosophie chinoise. Aussi est-ce sous cet angle que l'on envisageait les configurations du ciel. Selon la littérature contemporaine de république populaire de Chine, les Chinois s'efforçaient de prévoir les perturbations possibles de cette harmonie et par là de préserver les croyances des idées étrangères aux influences incalculables. Aussi les astronomes de la Chine impériale n'avaient-ils pas seulement à s'occuper du calendrier, mais étaient également chargés de prévoir les phénomènes célestes inhabituels (par exemple les éclipses de Soleil) et d'effectuer les pronostics astrologiques officiels. Ils connaissaient dès le début du IIe millénaire av. J.-C. le calendrier luni-solaire avec sa période de 19 ans liée aux nœuds lunaires (voir aussi « cycle de saros »).
C’était un service scientifique dont les origines se perdent dans la nuit des temps mais que l'on peut sans problème faire remonter aux siècles précédant l'ère chrétienne. Ce service persista jusqu'en 1911 avec quatre hauts responsables : l'Astronome impérial (Fenxiangshi), responsable du tirage des horoscopes, le premier astrologue (Baozhangshi), à qui incombaient les chroniques astronomiques, le météorologiste en Chef (Shijinshi) chargé des prévisions météorologiques et des éclipses solaires, et le Gardien du Temps (Qiehushi), chargé du comput.

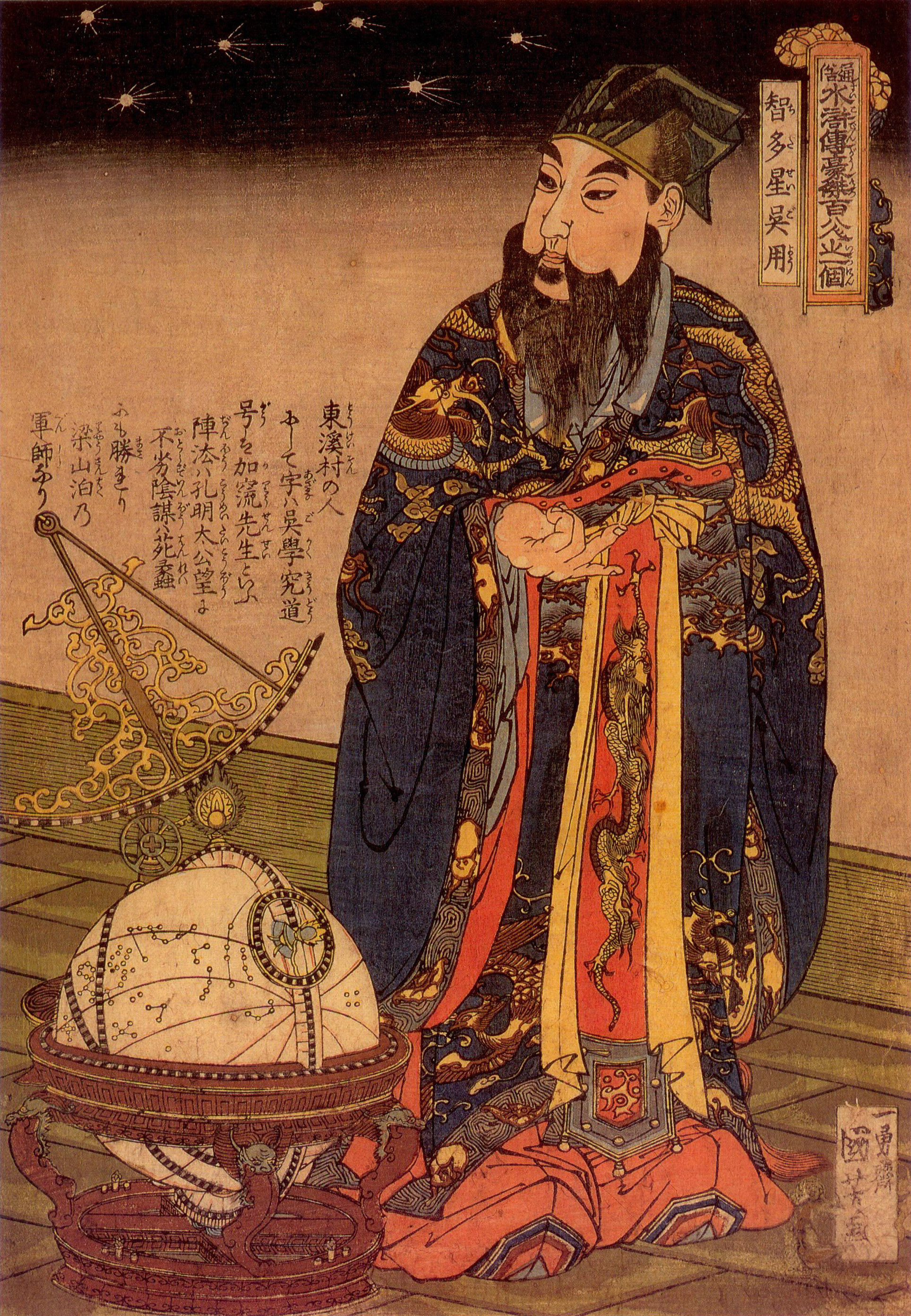
Dessin d'un astronome chinois en 1675.

Encore aujourd'hui, les chroniques astronomiques de Chine ancienne passent pour fiables et relativement complètes. Cela s'explique en partie par le fait que les fonctionnaires chargés de ce travail en répondaient sur leur vie. Ainsi on rapporte que l'astronome Hsi-Ho fut décapité pour avoir manqué la prévision de l'éclipse de Soleil du 3 octobre 2137 av. J.-C.,, mais cette assertion est très certainement légendaire. Au tournant de l'ère chrétienne, on se mit à observer entre autres des taches solaires, ce qui peut être accompli à l'œil nu au lever et au coucher du Soleil ; à noter l'apparition de novae et de supernovae, appelées étoiles invitées ; et dès 613 av. J.-C. à noter les passages de la comète de Halley.
Selon la cosmogonie de la Chine impériale, il y a cinq régions célestes, correspondant aux quatre points cardinaux et au centre de l’Univers, qui est la zone circumpolaire. À chacun de ces cinq points est associé un palais céleste, tel Ziwei pour la zone circumpolaire ou Tianshi dans la constellation occidentale d'Ophiuchus. On utilisait des instruments semblables à la sphère armillaire, sans que l'on sache s'il s'agit d'une technique venue des contacts avec le monde méditerranéen ou islamique, ou d'une découverte originale du peuple chinois. On dispose en outre de vieilles cartes célestes dressées pour la navigation océanique. À partir de 1600, les missionnaires importèrent dans le pays les connaissances astronomiques des Européens. C'est ainsi que les observatoires de la dynastie Qing étaient traditionnellement dirigés par des jésuites comme Ignaz Kögler ou Anton Gogeisl.

## L'astronomie médiévale

### Le savoir astronomique de l’Europe médiévale

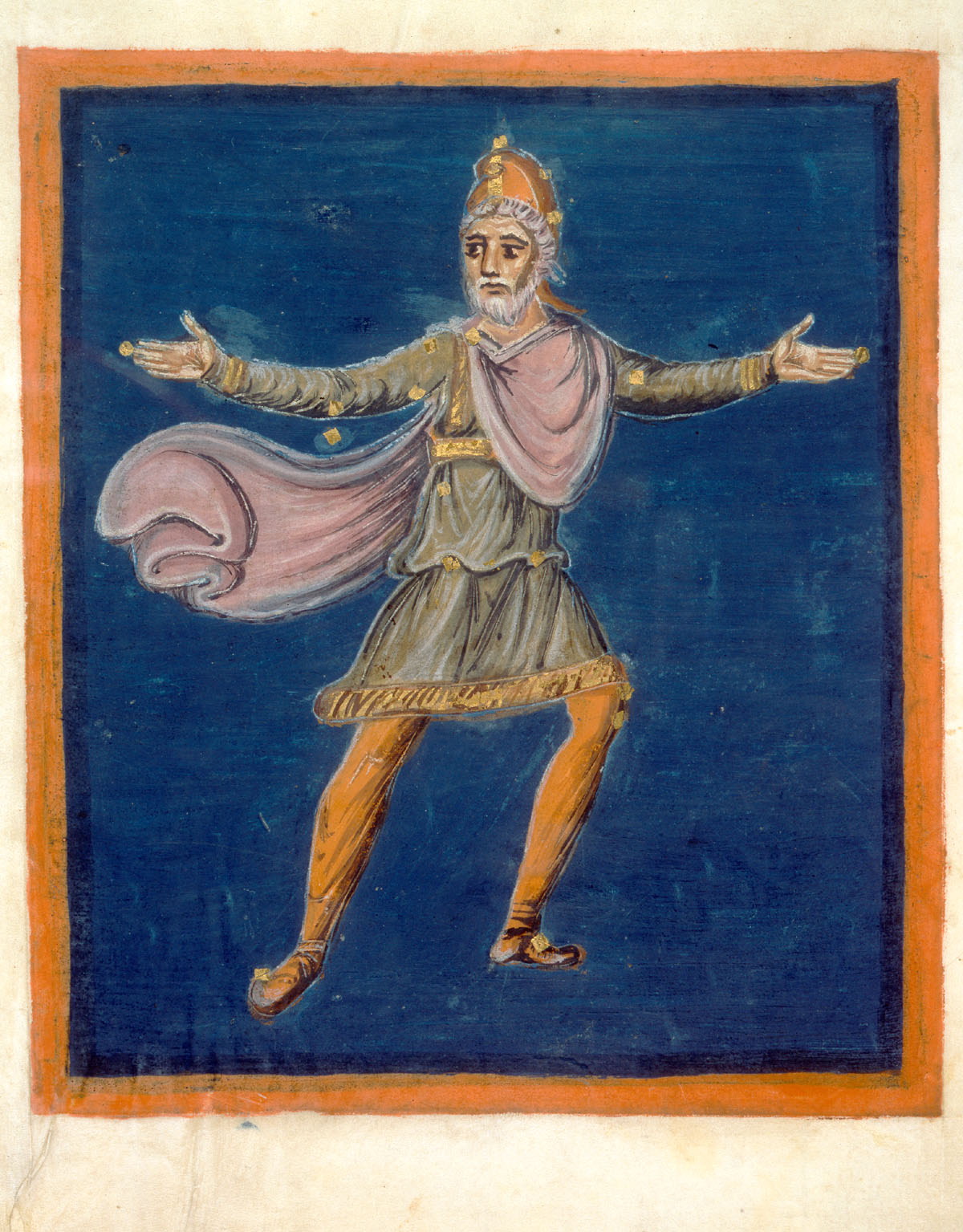
Personnification de Céphée d'après le manuscrit des Phénomènes d'Aratos de Leyde (IXe siècle).

Au Moyen Âge, le savoir astronomique de l’Antiquité restait vivace parmi les érudits hellénophones de l’Empire byzantin. Au contraire, jusqu'au XIIe siècle, l'Occident latin n'avait conservé que fort peu de textes scientifiques. S’il est vrai qu'on respectait toujours le canon traditionnel des arts libéraux, où l’astronomie forme une composante à part entière du quadrivium, en pratique les écoles des monastères du Haut Moyen Âge n'enseignaient généralement que le trivium, qui ignore les sciences mathématiques.
Avec les réformes politiques de Charlemagne, l’astronomie retrouva son rang de discipline d'enseignement : l’empereur ordonna à toutes les églises cathédrales de créer des écoles où l’astronomie viendrait s'ajouter aux disciplines traditionnelles (géométrie, arithmétique et musique) pour reformer le quadrivium, avec l'idée également de former les clercs au calcul du comput, traditionnellement abandonné aux rabbins. Saint Bède le Vénérable au VIIIe siècle développa en Occident les arts libéraux (trivium et quadrivium). Il établit les règles du comput pour le calcul des fêtes mobiles, et pour le calcul du temps, qui nécessitaient des éléments d'astronomie.
Au Xe siècle Gerbert d'Aurillac (le pape Sylvestre II) étudie les sources scientifiques arabes en Catalogne où il intègre outre l'Écriture décimale positionnelle, les connaissances astronomiques liées à l'astrolabe dans le traité Sententiae astrolabii traduit par Lupitus de Barcelone en 980.
Ces réformes n'eurent toutefois pas le succès durable escompté, de sorte que les connaissances astronomiques demeurèrent en pratique rudimentaires.
C’est en tout cas à l'époque carolingienne que reparut une copie des Phænomena, poèmes didactiques d’Aratos de Soles, sous la forme du manuscrit somptueusement enluminé des Aratea de Leyde, vraisemblablement une donation de Louis le Pieux. Ces poèmes ont dû être rapportés de Lotharingie par un certain Astronomus qu'on ne connaît qu'au travers du titre de ses œuvres. Les textes d'astronomie les plus répandus jusqu'à la fin du Moyen Âge sont, outre les Phænomena d’Aratos, les descriptions de constellations d’Hygin dans son Poeticon Astronomicon. Toutes les connaissances de mythologie classique liées aux constellations provenaient essentiellement de ces deux ouvrages. Les enluminures sont d'une grande valeur artistique. En revanche, les positions données aux astres par les enlumineurs n'ont pratiquement rien à voir avec la réalité de la sphère céleste ; elles ont été modifiées pour mieux coïncider avec les représentations allégoriques des constellations.
Les autres traités d'astronomie des auteurs de l'Antiquité ne furent recopiés que par la suite, avec les débuts de la scolastique au XIIe siècle : Gérard de Crémone produisit la première traduction en latin de l'Almageste à partir d'une traduction arabe. Puis ces textes (essentiellement Ptolémée et Aristote) furent de plus en plus commentés. Quant à les compléter, les rectifier ou éprouver leur contenu par de véritables observations des cieux, cela dépassait la conception que l'homme médiéval se faisait de la Connaissance.

### L'astronomie arabe

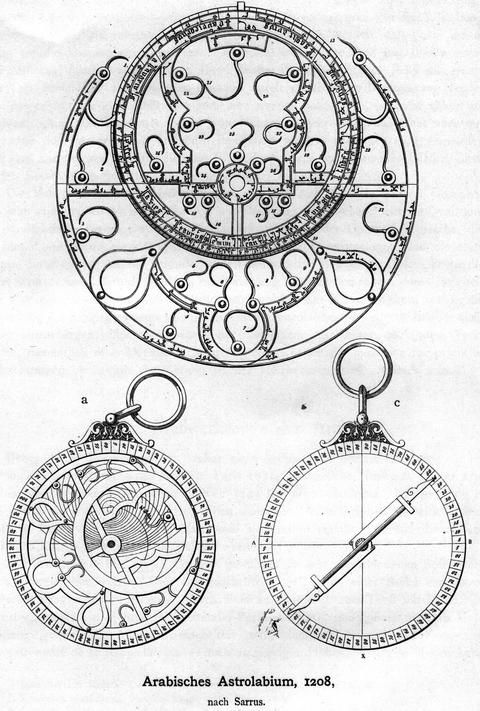
Un astrolabe arabe de 1208.

Si au Bas-Empire on continuait d'enseigner l'astronomie, c'est d'une astronomie aux résultats figés qu'il s'agissait.
Le renouveau de la discipline se produisit avec la conquête islamique. Pour naviguer sur mer mais aussi s’orienter dans le désert, les civilisations arabes avaient besoin de données précises. Dérivée de l'astronomie indienne, l'astronomie arabe sut tirer parti d'un système de numération perfectionné. Chez les conquérants, les plus grands savants étaient souvent Astronomes de cour, mathématiciens ou médecins. Les avancées arabes concernent surtout l’astrométrie : on effectua des observations précises du ciel (dans un but essentiellement astrologique, même si l’islam voyait d'un mauvais œil les tentatives de prédire l'avenir, et interdisait la pratique de l’astrologie) et l'on dressa un nouveau catalogue d'étoiles, dont les noms ont finalement supplanté leurs prédécesseurs et sont toujours en usage : « Aldébaran », « Rigel », « Deneb », « Bételgeuse », etc. On perfectionna également les instruments d'observation comme l’astrolabe. À partir du IXe siècle, l'astronomie devient florissante, en contraste avec le déclin occidental. L’astronome persan al-Farghani (805–880) écrit sur le mouvement des corps célestes. Il effectue une série d'observations qui lui permettent de calculer l'obliquité de l'écliptique. Al-Kindi (801–873), philosophe et scientifique encyclopédique, écrit 16 ouvrages d'astronomie. Parmi les autres astronomes significatifs, citons :
- Al-Battani (855–923), astronome et mathématicien ;
- Al-Hasib Al Misri (850–930), mathématicien égyptien ;
- Rhazès (864–930), médecin iranien ;
- Al-Fârâbî (872–950), grand philosophe et scientifique ;
- En Perse, Omar Khayyam (1048–1131), qui compile une série de tables et réforme le calendrier ;
- Al-Biruni, (973–1048), mathématicien, astronome, encyclopédiste, etc. ;
- al-Kashi (1380–1429), en Iran et Ouzbékistan actuels ;
- ou encore al-Maghribi, Al-Sufi.
- D'un auteur inconnu, le Kitab al-Bulhan, relié à Bagdad durant le règne du Sultan Ahmad Jalayirid (1382-1410)[37].

Dès la fin du Xe siècle, un grand observatoire est construit près de Téhéran par l'astronome Al-Khujandi.

Théorie des éclipses : un manuscrit d’Al-Biruni.

Dépourvus de télescope, les astronomes arabes n'étaient guère en position d'enrichir les connaissances des Anciens de découvertes significatives. Malgré la traduction en arabe de l'Âryabhata, qui présente un système mathématique dans lequel on considère le mouvement des planètes par rapport au Soleil, on ignora généralement l'héliocentrisme, les discussions, corrections ou améliorations du système de Ptolémée se limitant à des points de détail. En raison du temps considérable qui s'était écoulé depuis la publication de ces tables, des erreurs s'étaient accumulées. Le divorce entre les modèles cosmiques des Grecs et les observations n'étaient que trop évidentes pour les érudits arabes. Au XVIe siècle, alors que l'Europe voyait éclore la révolution copernicienne, les érudits arabes se détournaient de plus en plus des doctrines de l'Antiquité. On ignore dans quelle mesure ces deux voies étaient indépendantes l'une de l'autre, ou si Copernic fut en contact, indirectement, avec les idées arabes.
Plusieurs progrès des astronomes arabes demeurèrent sans lendemain, comme l’observatoire astronomique de Samarcande construit sur ordre d’Ulugh Beg au début du XVe siècle. Institution la plus moderne de son temps, elle était déjà détruite une génération seulement après le règne d’Ulugh Beg et fut dès lors abandonnée à la ruine. D'autres observatoires connurent un destin analogue ; seul l’observatoire de Maragha édifié en 1264 par Nasir ad-Din at-Tusi survécut près de 14 ans à son fondateur, avant de fermer ses portes entre 1304 et 1316. Bien que les astronomes arabes eussent reconnu les errements des théories de l'Antiquité et cherchassent à les améliorer, leur apport essentiel consiste, rétrospectivement, dans la conservation, la traduction et parfois la généralisation des connaissances des Anciens, ce que la culture européenne du Haut Moyen Âge n'a pas été capable de faire. Avec la fin de l’Âge d'or de la civilisation arabo-musulmane au XVe siècle l’astronomie arabe n'était plus en mesure de communiquer aucun élan à l'astronomie occidentale. Ses résultats, rendus désuets par la Renaissance européenne, sombrèrent dans l’oubli.

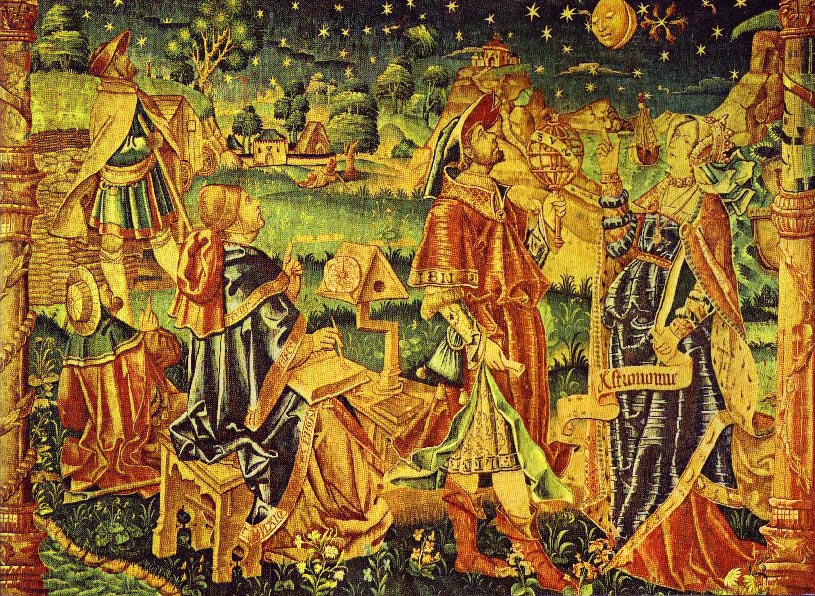
Astronomes de l’ère gothique sous l'égide de la muse Astronomie.

| Le développement de l’astronomie arabe est aussi exemplaire pour l’astronomie d’autres civilisations ayant atteint un niveau de développement semblable, mais qui n'ont pu (faute de lunette astronomique) se développer : c'est particulièrement le cas des astronomies indienne ou védique, chinoise et précolombienne. Toutes ces cultures disposaient du savoir accumulé par plusieurs siècles d'observation, leur permettant de prédire les phénomènes périodiques du système solaire. |

### Échanges culturels entre l'Europe et le monde musulman
Grâce aux échanges culturels avec le monde musulman, surtout après la création des royaumes latins d’Orient au XIIe siècle et la Reconquista en péninsule Ibérique, les œuvres d’Aristote et de Ptolémée finirent par être connues de l’Occident via leurs traductions arabes, à leur tour traduites en latin, notamment par Gérard de Crémone. Les différents systèmes du monde, tels qu'on les découvrit alors dans les écrits d’Aristote et de Ptolémée, ou même dans les écrits d’Al-Farghani, firent l’objet d'innombrables gloses et de débats sur le nombre exact de sphères célestes ou sur la rotation relative de la Terre et de la sphère des fixes. La préférence marquée, dès le début du Moyen Âge, pour les spéculations métaphysico-théologiques sur le cosmos ordonné au détriment de l’observation du ciel, incitait naturellement les astronomes d’Europe à suivre d'abord cette direction dans leur étude de la cosmologie. On ne remettait cependant toujours pas en cause les principes de la cosmologie des sphères, qui est un mélange des conceptions d'Aristote et de Ptolémée.
Le regain d'intérêt pour l’astronomie constitue donc un aspect significatif de la Renaissance du XIIe siècle. La naissance des universités : l’université de Bologne (1158), d’Oxford (1167), de Padoue (1222), la Sorbonne (1253), et l’université de Cambridge (1284) remettent l'astronomie à l'honneur, particulièrement dans les facultés de médecine (les horoscopes et la théorie des climats reçoivent en effet une certaine autorité en vertu de la théorie des humeurs et des correspondances). Centrés au départ sur un commentaire du « De Cælo » d’Aristote, les cours d'astronomie s’étoffent pour s’ouvrir sur les éléments de géométrie de la sphère, et la théorie des épicycles présente dans l'œuvre de Ptolémée, mais faussement attribuée à celui-ci. Dans certaines universités, des cours de spécialité viennent en complément du cours d’astronomie du quadrivium : les théoriques, les habitations, les Climats et l’Astrologie. Ces deux derniers étaient essentiellement utiles aux médecins.
- Le terme de theoricæ désigne un cours sur les modèles géométriques des mouvements des planètes. Le nom dérive d’un ouvrage attribué à Cléomède.
- Le terme latin d’Habitationes est consacré aux phénomènes célestes perceptibles pour les habitants de différents lieux de la Terre, et particulièrement les différences de durée du jour et de la nuit.

Un professeur de la Sorbonne, Joannes de Sacrobosco, compose avec le De sphaera mundi (vers 1230) le traité d'astronomie le plus diffusé du Moyen Âge. Il expose dans d'autres traités les principes de la numération de position arabe et le calcul du comput. La promotion de la numération de position, héritée des commerçants levantins et des savants arabes, facilite l'introduction des tables numériques, particulièrement des tables de trigonométrie.
Le roi Alphonse X de Castille ordonne aux plus grands astronomes de son royaume la construction de nouvelles tables astronomiques à partir du système de Ptolémée (« tables alphonsines ») : ce travail gigantesque sera achevé en 1252. Elles contiennent nombre d'informations sur le mouvement des astres mais sont encore influencées en grande partie par des idées religieuses. Roger Bacon (1214–1292 ou 1294), s'inspirant d'Aristote, construisit les premiers instruments pour observer directement le Soleil dont une chambre noire et donna dès 1267 la description correcte du polissage d'une lentille.
Puis au XVe siècle, le jeune astronome Regiomontanus publie ses propres traités, comme son Calendarium, qui est pour l'époque une espèce de best-seller. En 1471, il fonde l’observatoire de Nuremberg. En 1472, il réalisa la première mesure du diamètre angulaire d'une comète (à peu près au moment où l'on érigeait, dans l'Empire aztèque, le calendrier appelé « Pierre du Soleil »). Regiomontanus se démarque de la stricte obédience à la tradition des Anciens. Ses propres observations, et leur comparaison avec les données des Anciens doivent, selon lui, régénérer et aider l’astronomie à trouver « la Vérité ». Cette attitude fait de lui, aux côtés de Nicolas de Cues, l'un des pionniers de la représentation copernicienne du monde.

## Renaissance: l'héliocentrisme commence à concurrencer le géocentrisme dans la communauté scientifique

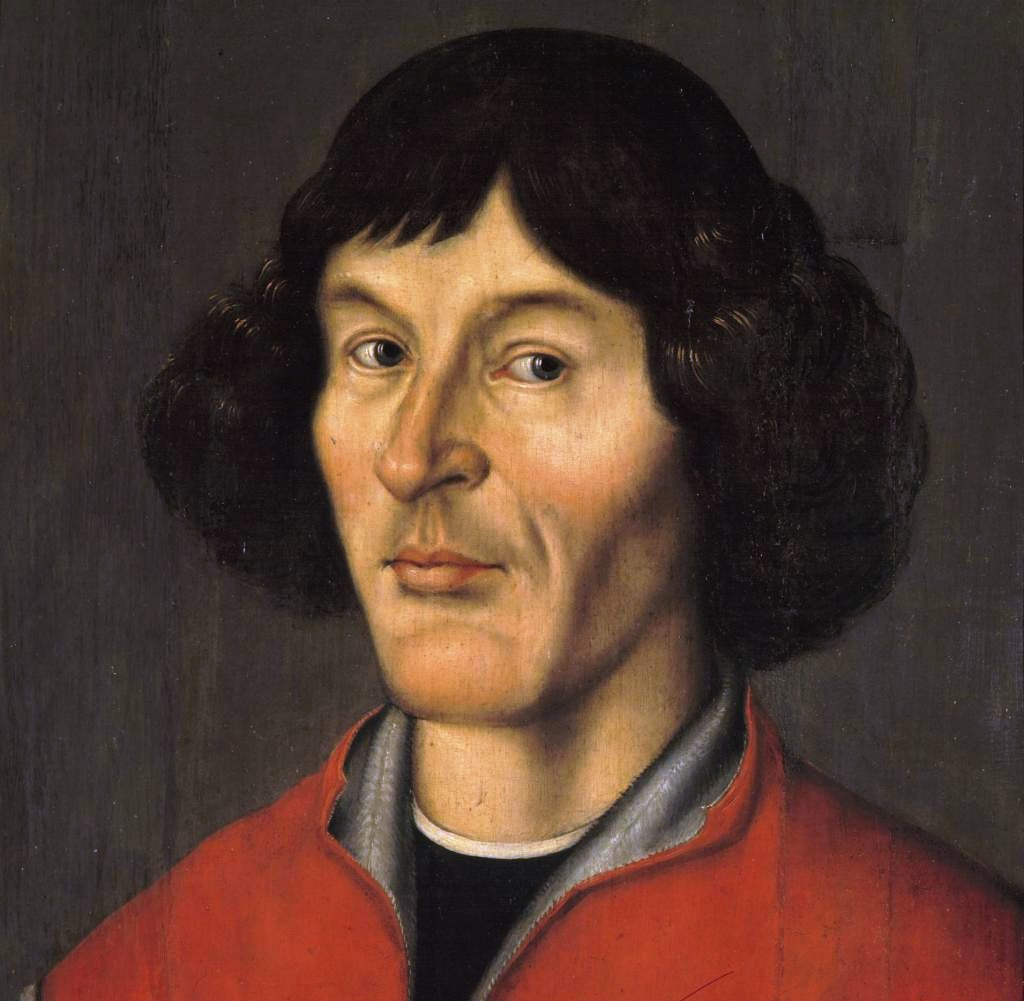
Nicolas Copernic, promoteur de l'héliocentrisme moderne.

Quelques décennies avant la chute de Constantinople (1453), des érudits byzantins commençaient à émigrer vers Venise et les principautés italiennes, emportant avec eux quantité de manuscrits grecs. Avec les débuts de l'imprimerie, les grandes œuvres astronomiques connurent une diffusion nouvelle. L'approche humaniste des textes de l'Antiquité favorisait une lecture critique et rendait possible l'expression d'idées nouvelles, voire opposées aux doctrines des Anciens.
La Renaissance marque l'apogée de l’astronomie classique en tant que système géométrique du monde, doctrine qui toutefois ne s'intéressait qu'aux causes physiques du mouvement des astres. Si, jusqu'au milieu de la Renaissance, astrologie et astronomie ne s'opposaient pas encore, elles ne se confondaient certainement déjà plus : l’astronomie classique ne se consacre qu'aux positions des étoiles et des planètes et à leur calcul, alors que l'astrologie s'intéresse à l'interprétation des positions relatives des astres pour les événements terrestres. En ce sens, en dehors du comput pascal, les connaissances astronomiques ne constituaient qu'une technique auxiliaire de l'astrologie. Jusqu'au XVIIe siècle, plusieurs astronomes continuaient de tirer des horoscopes pour leurs protecteurs princiers, mais n'y voyaient plus leur activité principale.
De 1519 à 1522, Fernand de Magellan accomplit le premier voyage autour du monde, découvrant au passage le Détroit de Magellan, les îles Philippines, les Nuages de Magellan dans le ciel austral et la ligne de changement de date.
L'astronomie européenne, présente dans les universités européennes au XIIe siècle, ne reprend vraiment son élan qu'après 1500 avec les travaux de Nicolas Copernic qui s'est instruit lors d'un séjour de 8 ans dans les grandes universités italiennes. Il en revient en 1508, déjà connu comme astronome. Ses observations de la Lune se détachant sur le fond du ciel étoilé le font douter du système géocentrique et l’amènent à concevoir un système où le Soleil serait le centre du cosmos ; mais il est mourant lorsqu'en mai 1543 son livre esquissé dès 1531 De revolutionibus orbium coelestium paraît à Nuremberg. Dans ce traité, Copernic démontre mathématiquement qu'outre le mouvement des planètes, les phénomènes célestes sont tous correctement décrits avec un modèle héliocentrique (certains savants grecs de l'Antiquité avaient en effet déjà établi la compatibilité du mouvement des seules planètes avec l'héliocentrisme). Sa théorie va révolutionner les sciences et offrir aux philosophes une autre idée de la place de l'homme dans le cosmos, dans le cadre de la Renaissance.

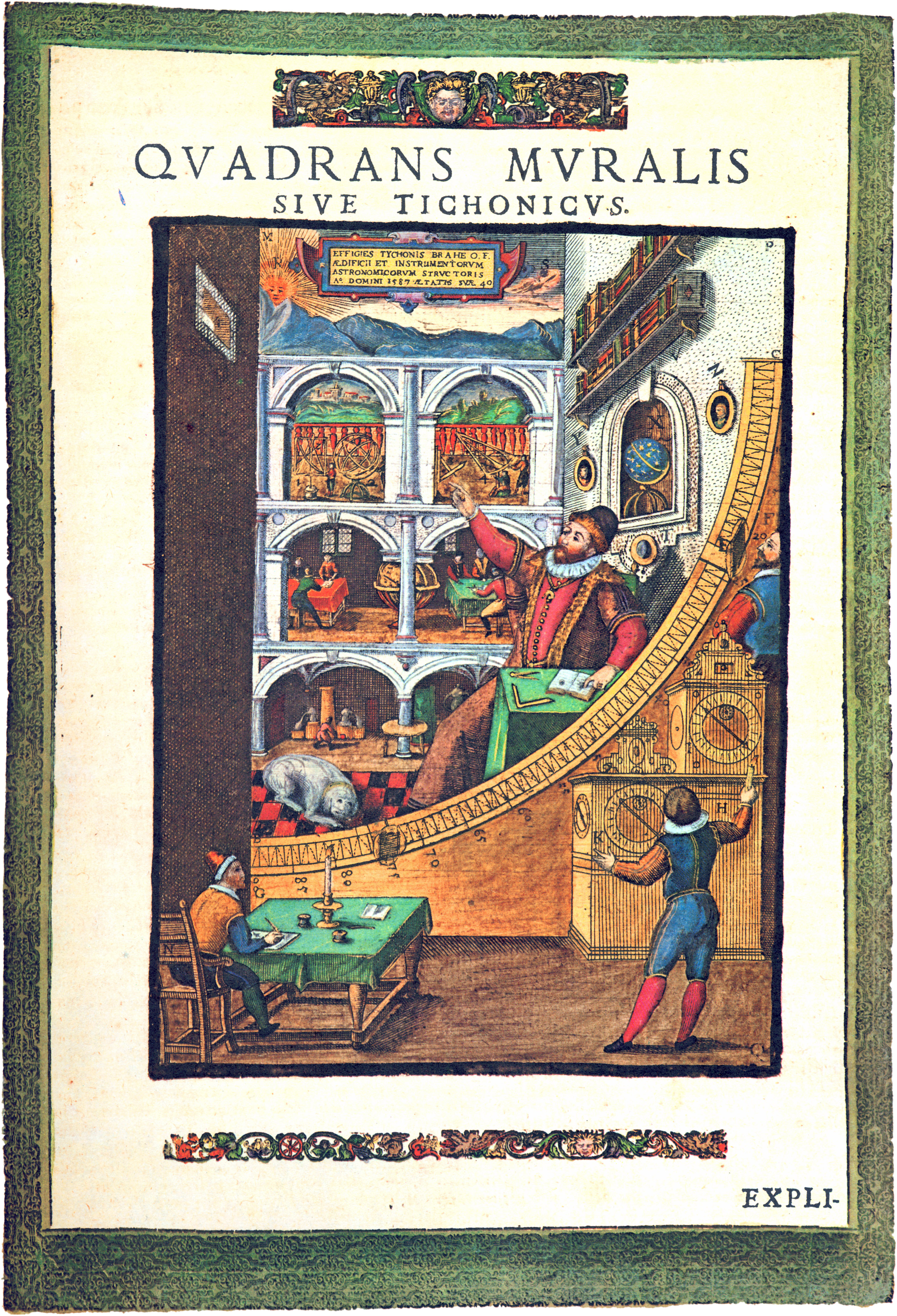
Estampe représentant le quadrant mural de Tycho Brahe (vers 1600).

Daniele Barbaro améliora en 1568 la chambre noire en la dotant d’une lentille ouvrant ainsi la voie aux générations postérieures d’astronomes. Dès les années 1570, Tycho Brahe exécuta les premiers tracés des trajectoires des comètes et en déduisit leur distance à la Terre (1577) : par là, les grandes distances caractéristiques de l'astronomie devenaient calculables. Cinq années auparavant, Tycho avait tenté d'estimer la distance de la Supernova 1572 par un calcul de parallaxe, et notait méticuleusement les positions successives de Mars. Ce travail d'observation, effectué par Tycho Brahe à l'aide du quadrant mural qu'il avait fait construire dans son château d’Uraniborg, est une condition essentielle des découvertes ultérieures de son assistant, Johannes Kepler. Ce quadrant faisait de l'antique sphère armillaire un instrument de mesure universel.

## L'Âge de Raison
Les princes européens favorisaient l’astronomie dont ils faisaient un ornement de leur cour, donnant à la recherche une impulsion autant financière qu'institutionnelle. Les souverains créèrent des observatoires royaux, tels l’Observatoire royal de Greenwich ou l’Observatoire de Paris. Par delà la mission première assignée à ces institutions, à savoir calculer des tables de marine et s'attaquer au problème des longitudes, elles effectuaient de la recherche fondamentale. Là où les recherches des astronomes de cour se bornaient à combler les demandes du prince, ces observatoires royaux surent développer des traditions de recherche nationales, et devaient au début du XIXe siècle tirer la recherche scientifique dans tous les domaines.

### La révolution scientifique

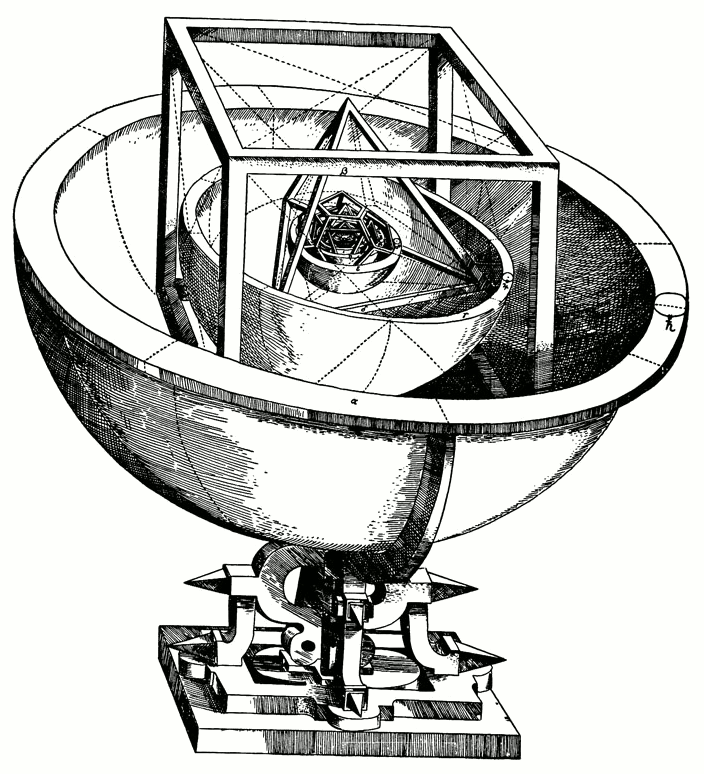
Le modèle géométrique du système solaire selon Kepler, d'après Mysterium Cosmographicum (1596).

Après la publication par Bayer du premier catalogue d'étoiles de l'époque moderne (Uranometria, 1603), Johannes Kepler donna en 1609 dans son livre Astronomia nova l'énoncé des deux premières lois qui portent son nom, relatives au mouvement des planètes autour du Soleil (ses œuvres antérieures pouvant être considérées comme des travaux préparatoires à l’« Astronomia Nova »). Ces lois fournissent la première description satisfaisante du mouvement des planètes d'un point de vue héliocentrique. Elles établissent le caractère elliptique des orbites planétaires et décrivent mathématiquement les vitesses des dites planètes en fonction de leur position orbitale.
L’invention de la lunette astronomique au début du XVIIe siècle marque un tournant décisif pour l'astronomie. Au début du XVIIe siècle, il devint possible d’observer le ciel à l’aide de nouveaux instruments d'optique : la première lunette d'approche fonctionnelle venait alors d'être fabriquée par Jacques Metius aux Pays-Bas. Grâce à une lunette d'approche, l’astronome Simon Marius redécouvrit en 1612 la galaxie voisine d’Andromède (elle avait été observée pour la première fois par l'astronome persan Al-Sufi au Xe siècle).

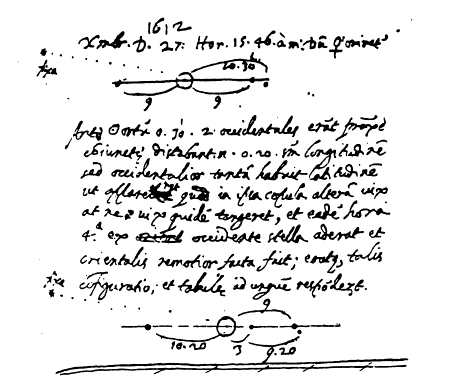
Galilée observe en 1612 à son insu la (future) planète Neptune.

Dès 1610, Galilée décrivit dans son livre Sidereus Nuncius la lunette astronomique qu'il avait mise au point : au moyen de cet appareil, Galilée avait découvert les phases de Vénus et les quatre « planètes médicéennes » orbitant autour de Jupiter. Le système de Ptolémée en fut durablement ébranlé et il devenait clair que le système de Copernic, aussi bien que le modèle héliocentrique (concurrent) de Tycho Brahe étaient cohérents avec les observations. Le Dialogue sur les deux grands systèmes du monde de Galilée, paru en 1632, dénonçait les erreurs des Anciens (notamment les principes aristotéliciens du mouvement et le géocentrisme de Ptolémée) : attaqué par l’Inquisition, son auteur dut se rétracter et abjurer la doctrine héliocentrique le 22 juin 1633 ; il n'était pas possible à cette époque d'imposer une doctrine uniquement par la théorie ou l'observation. La controverse qui s'ensuivit avec l’Église et qui se conclut par la « victoire juridique » de l’Inquisition sur Galilée est à l'origine des relations problématiques de l’Église avec les sciences naturelles.
Jean-Baptiste Cysat découvrit en 1619 de nouvelles étoiles binaires orbitant l'une autour de l'autre : cette découverte relança les spéculations sur l'existence d'autres systèmes planétaires que le nôtre, spéculations que Giordano Bruno, cinquante ans plus tôt, n’avait proposées que sur des bases philosophiques.
Quatre années après la publication par Giovanni Riccioli de la première carte lunaire (1651), Christian Huygens et Giovanni Domenico Cassini annoncèrent la découverte des anneaux de Saturne, de la lune Titan et de la nébuleuse d'Orion.
Les contributions d’Isaac Newton à l'astronomie sont considérables : encore jeune géomètre, il imagina de concentrer la lumière avec un miroir parabolique en métal poli au lieu de lentilles de verre : c'était l'acte de naissance du télescope (1668) ; il est également l'un des pionniers de la théorie corpusculaire de la lumière ; dans les années suivantes, il montra par le calcul qu’une certaine forme mathématique d'action à distance (la gravitation) permet de retrouver les trois lois de Kepler et publia l'ensemble de ses résultats dans son chef-d'œuvre, Philosophiae Naturalis Principia Mathematica (1687). Ces travaux amenaient peu à peu la compréhension du cosmos sur un plan nouveau.

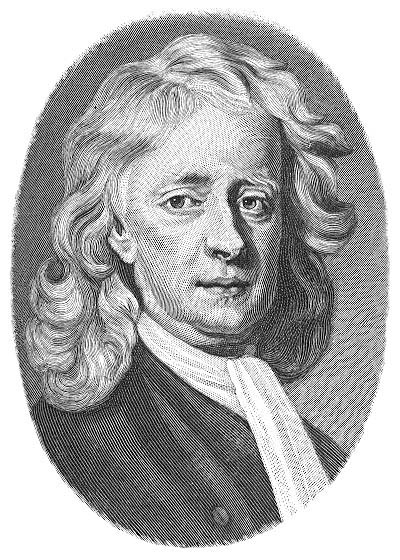
Isaac Newton

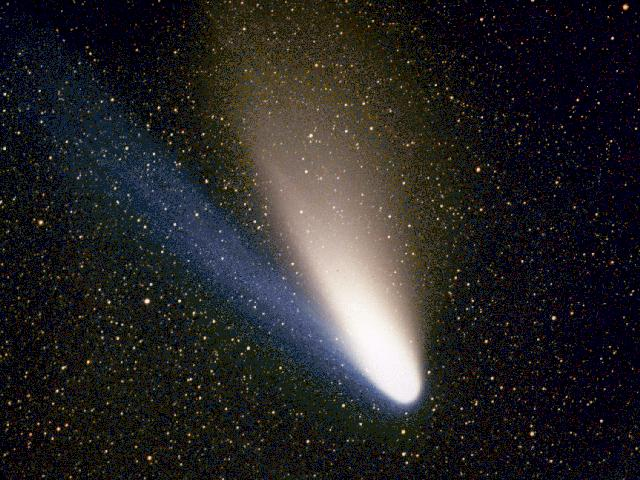
La comète Hale-Bopp – cliché de Geoff Chester pris le 11 mars 1997.

Vers ce temps, Giovanni Domenico Cassini découvrit quatre nouveaux satellites de Saturne : Japet (1671), Rhéa (1672), Téthys et Dioné (1684). De 1683 à 1686, il découvrit avec Nicolas Fatio de Duillier la lumière zodiacale, dont il proposa une interprétation.
En reliant la durée d'occultation des satellites de Jupiter par leur planète mère, à leur distance à la Terre, Ole Römer établit en 1676 que la vitesse de la lumière est finie. Grâce à sa mesure du temps de parcours de la lumière (22 min= 1 320 s) et à la valeur du diamètre de l'orbite terrestre proposée par Cassini (280 millions de kilomètres avec les unités modernes), Christiaan Huygens put en 1678 estimer la vitesse à 213 000 km/s (la valeur reçue de nos jours est c = 299 792,458 km/s).
Edmond Halley fut le premier à prédire exactement par le calcul le retour d'une comète en 1705. Il avait pour cela supposé que la comète de 1682 n'était pas différente de celle qu'on avait observée en 1607 et encore auparavant en 1531 : cela l'amena à proposer un nouveau passage en 1758. En 1718, il détecta que les étoiles dites « fixes » sont en réalité animées d'un mouvement propre quasi insensible.

### Le siècle des Lumières
Les découvertes accomplies depuis l'émergence de l'optique instrumentale ont bouleversé la conception du ciel et de l’Univers, ôtant un certain crédit aux théories héritées de l'Antiquité.  C'est pourquoi le public cultivé brûle de partager les découvertes les plus récentes, et veut comprendre les hypothèses scientifiques en débat, comme en témoignent, entre autres, certaines pièces de Molière ; Fontenelle est l'un des premiers à répondre à cette attente : dans ses Entretiens sur la pluralité des mondes habités (1686), l'un des premiers ouvrages de vulgarisation scientifique, il expose le système de Copernic et la cosmologie cartésienne des tourbillons. Huygens reprend à son tour l'idée de Fontenelle de vulgariser l'astronomie lorsqu'il compose son Cosmotheoros (1698). Les ouvrages de ce genre se multiplient désormais avec Voltaire et ses Éléments de la philosophie de Newton (1738) jusqu'à Euler et ses Lettres à une princesse d'Allemagne (écrites en français, de 1761 à 1762) : c'est ainsi qu’aujourd'hui, l'astronomie est l'une des sciences naturelles les plus richement dotées en ouvrages de vulgarisation.
Le modèle héliocentrique est largement décrit dans l'Encyclopédie de Diderot et d'Alembert. Un ensemble d'articles particulièrement bien documentés et référencés ont été consacrés à l'astronomie, et renvoient à des articles de mécanique ou d'autres disciplines. Ils ont été rédigés par d'Alembert, Jean-Baptiste Le Roy, Jean Henri Samuel de Formey et Louis de Jaucourt. Dans le Discours préliminaire, d'Alembert rend hommage au génie de Newton. Il ne manque pas de critiquer l'Inquisition pour la condamnation de Galilée (1633). L'Encyclopédie va ainsi contribuer à diffuser dans la société française une représentation du monde héliocentrée, ce qui constituait à l'époque une révolution.
Emmanuel Kant, s'appuyant sur les résultats des Principia de Newton, fut le premier (1755) à tenter d'expliquer la formation du système solaire par des considérations purement mécaniques. Le 3 juin 1769, l'explorateur James Cook, mettant à profit l'observation du transit de Vénus qu'il put effectuer à Tahiti, procéda à la première mesure directe des distances Terre-Vénus-Soleil, devançant l'infortuné astronome français Guillaume Le Gentil.

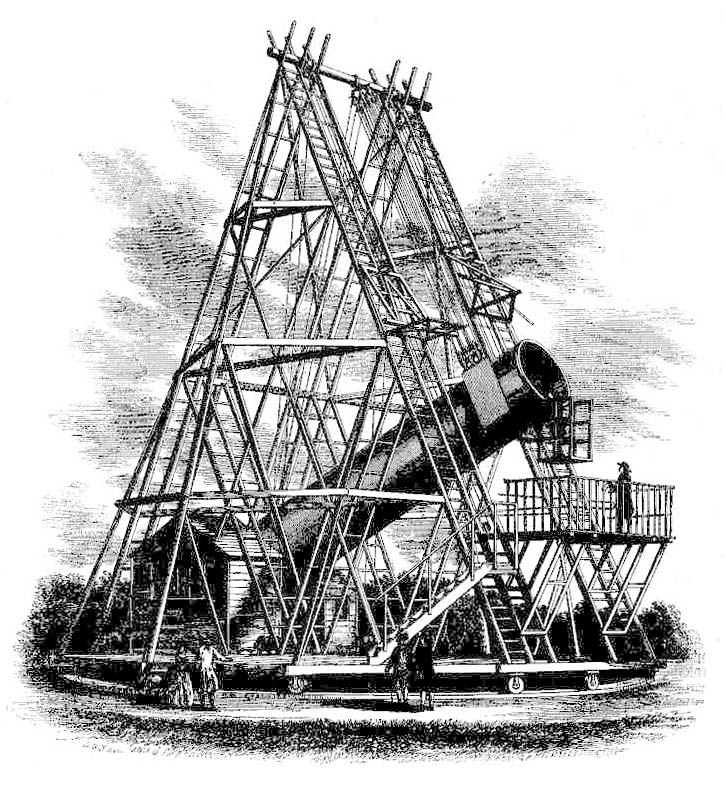
Le télescope de 40 pieds de William Herschel (1789).

Bien qu'elle soit encore visible à l’œil nu par temps clair, du fait de sa marche apparente très lente liée à son éloignement, les Anciens ne considéraient pas Uranus comme une planète. John Flamsteed, qui fut le premier à l'observer à la lunette astronomique (23 décembre 1690), la catalogua comme l'étoile 34 Tauri. Le 13 mars 1781, William Herschel, voyant que cet astre était mobile par rapport aux autres étoiles, reclassa 34 Tauri comme une comète. L’idée qu'il existait une septième planète, inconnue des Anciens, revient à Nevil Maskelyne. Pour les astronomes contemporains, cette découverte fut si importante que même des décennies plus tard, l'endroit où l'on avait découvert Uranus pour la première fois restait marqué sur les cartes célestes. Herschel découvrit en 1787 les deux premiers satellites d’Uranus, Titania et Obéron, comme il avait mis en évidence en 1783 le mouvement de translation propre du Soleil vers les constellations d’Hercule et de la Lyre. Ainsi, le Soleil n'était plus qu'une étoile parmi d'autres, en mouvement à l'intérieur de la Voie lactée, perspective qui ouvrait de nouveaux horizons pour la connaissance du ciel.

## Époque contemporaine
On découvre que les étoiles sont des objets très lointains : l'étoile la plus proche du système solaire, Proxima du Centaure, est à plus de 4 années-lumière. La spectroscopie astronomique, dès son introduction, démontre qu'elles sont similaires à notre Soleil, mais dans une grande gamme de température, de masse et de taille.
- L'existence de notre Galaxie, en tant qu'ensemble distinct d'étoiles, n'est prouvée qu'au début du XXe siècle du fait de l'existence d'autres galaxies.
- Peu après, on découvre l'expansion de l'Univers, conséquence de la loi de Hubble, établissant une relation entre la vitesse d'éloignement des autres galaxies par rapport au système solaire et leur distance.
- La cosmologie fait de grands progrès durant le XXe siècle, notamment avec la théorie du Big Bang, largement supportée par l'astronomie et la physique, comme le rayonnement thermique cosmologique (ou rayonnement fossile), et les différentes théories de nucléosynthèse expliquant l'abondance des éléments chimiques et de leurs isotopes.

### De la mécanique céleste à la spectroscopie
Enhardis par le succès d’Herschel, les astronomes se mirent en chasse de nouvelles planètes : c'est ainsi qu'ils tombèrent sur la ceinture d'astéroïdes orbitant entre Mars et Jupiter. Alors qu'un siècle plus tôt on avait pris Uranus pour une étoile et non une planète, on disposa bientôt de suffisamment de données observationnelles pour reconnaître l'irrégularité du mouvement de cet astre. Les irrégularités furent attribuées à l'attraction d'une planète voisine, encore inconnue, que Johann Gottfried Galle devait finalement découvrir en 1846 et que l'on baptisa Neptune. Galilée l'avait déjà dessinée le 27 décembre 1612, mais n'y voyait qu'une étoile.
À cette époque, les développements scientifiques concernent essentiellement les principes physiques de l'observation des cieux, c'est-à-dire l’optique. William Herschel découvre la lumière infrarouge (1800), William Hyde Wollaston les raies d’absorption dans le spectre de la lumière solaire (1802). Indépendamment de Wollaston, Joseph von Fraunhofer décrit les raies de Fraunhofer (1813) et, un an plus tard, invente le spectroscope. Grâce aux travaux de Kirchhoff et de Bunsen, ces raies d'absorption recevront dès 1859 une interprétation physique qui est la base des méthodes de l’astrophysique.

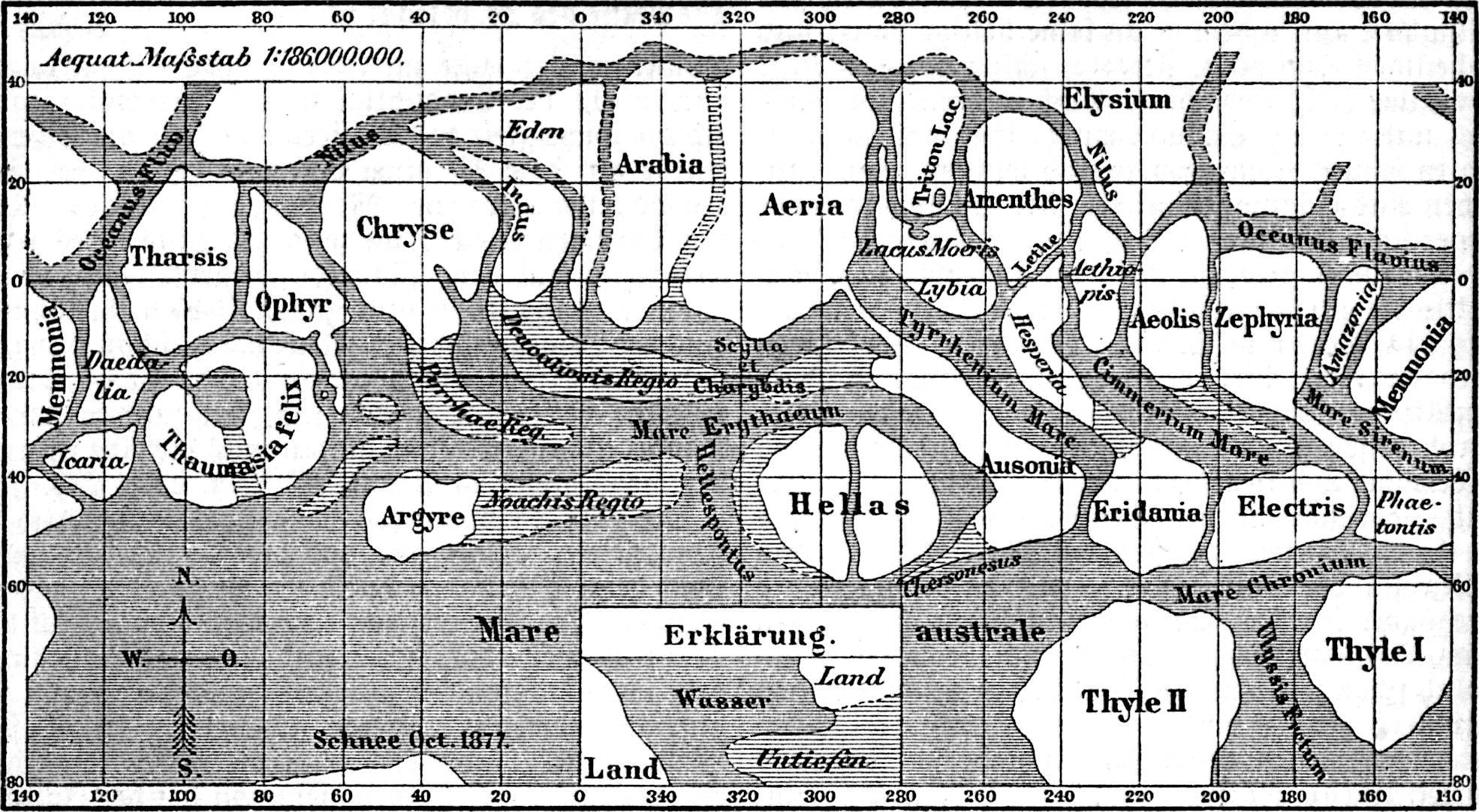
Carte de la surface de Mars d’après Schiaparelli.

Un pas supplémentaire est accompli par la substitution de la photographie à l’œil en tant qu'instrument d'observation du ciel. La première reproduction par exposition à la lumière a été développée par Nicéphore Niépce (1826). John William Draper prend la première photographie de la Lune en 1840 au moyen d'un daguerréotype. Désormais, non seulement les observations astronomiques gagnaient en objectivité, mais il devenait possible, par une exposition de plusieurs heures, d'obtenir une luminosité suffisante pour rendre certains détails visibles. L'un des premiers astronomes à en faire usage fut le père jésuite Angelo Secchi, directeur de l’observatoire du Vatican ; il est également reconnu comme l’un des pionniers de l’analyse spectrale.
Reprenant des calculs de 1844, Friedrich Wilhelm Bessel découvrit en 1862 une étoile compagnon de Sirius dans la constellation du Grand Chien (Sirius B), qui s'avéra par la suite être une étoile naine de densité particulièrement élevée. Asaph Hall découvrit en 1877 les deux satellites de Mars et Schiaparelli les soi-disant « canaux martiens » – qui par la suite donnèrent crédit aux spéculations sur l'existence d'un peuple de « Martiens ». Gustav Witt signala en 1898 la découverte de l’astéroïde Éros.
Angelo Secchi poursuivit dans la voie engagée par Kirchhoff en répertoriant les étoiles selon leur spectre lumineux. Il était en effet convaincu que les étoiles se répartissaient selon une gradation logique à grande échelle. À l'aide d'un spectrographe, Secchi classa ainsi les étoiles en quatre catégories, : étoiles de type I, II, III et IV (classe spectrale). Cette division spectrale prit une importance accrue lorsque l'on s'aperçut qu'elle correspondait à la température superficielle des astres. Grâce à l’analyse spectrale, Secchi avait compilé le premier catalogue spectral de l’histoire de l’astronomie : sa tentative sera reprise en 1890, par un groupe d’astronomes, parmi lesquels Williamina Fleming, Antonia Maury et Annie Jump Cannon.
William Huggins, après avoir lu le mémoire de Kirchhoff sur l’identification des éléments chimiques d’après leur spectre, décida de se consacrer à ce champ de recherche. Se servant précisément d'un spectrographe, il commença ses recherches sur les autres astres : il isola dans les comètes des indices de présence d’hydrocarbures gazeux, et en 1866 il pointa son instrument sur une nova apparue dans la Couronne boréale, s’apercevant qu'il s’y produisait une gigantesque éruption d’hydrogène et d’autres gaz. Il lança par là l’étude des mécanismes des novæ, dans lesquelles il voyait d'ailleurs la genèse des étoiles, ou des objets en mouvement rapide.

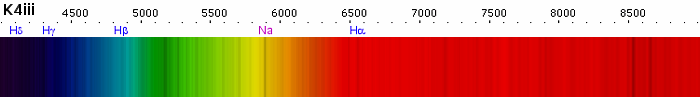
Le spectre d’une étoile et les éléments chimiques qu'il révèle.

Joseph Lockyer découvrit que le spectre solaire manifestait la présence d'un élément inconnu, qu'il baptisa hélium. Sa découverte s'avéra fondamentale pour l’astronomie, car l'hélium est une substance clef du processus évolutif des étoiles. C'est en 1890, au cours d'un voyage en Grèce, qu’observant l’orientation caractéristique des temples grecs il constata que leur axe était aligné dans la direction du lever et du coucher du Soleil. Il supposa alors que les temples égyptiens pouvaient aussi manifester une orientation caractéristique. Il entreprit ainsi l'étude de quelques monuments, relevant notamment que sept temples égyptiens étaient orientés selon le lever de Sirius. Les découvertes de Lockyer firent rapidement sensation dans le monde savant. Il trouva ensuite l’orientation du temple d’Amon-Rê à Karnak, et fit enfin porter ses recherches sur les alignements de Stonehenge, se risquant ainsi à établir la date de leur érection.
Plus anecdotique, le nébulium est un élément créé pour expliquer des raies dans des nébuleuses gazeuses. Ira Sprague Bowen reconnaîtra en 1927, alors que la mécanique quantique se sera institutionnalisée, qu'il s'agit en fait de raies de transitions interdites par la théorie.

### L'astronomie auXXesiècle

#### De la Belle Époque à l’entre-deux-guerres
Max Planck publia en 1900 la loi du rayonnement du corps noir, preuve de l'augmentation de l'entropie de l’Univers et premier pas vers la théorie des quanta. L'année suivante, Charles Dillon Perrine décrivit avec George Willis Ritchey un halo de gaz autour de l’étoile Nova Persei 1901 animé d'une vitesse apparente supérieure à celle de la lumière, puis découvrit deux nouveaux satellites naturels de Jupiter. Max Wolf découvrit en 1906 le premier astéroïde troyen (Achille) et à peu près simultanément, Johannes Franz Hartmann donna les premières preuves de l'existence d'un milieu interstellaire.
Albert Einstein avec sa théorie de la relativité restreinte et générale a jeté les bases de plusieurs théories de l’astrophysique moderne. La fusion nucléaire est une conséquence de l’équivalence masse-énergie, certains objets extrêmes comme les étoiles à neutrons et les trous noirs doivent leur existence théorique à la théorie de la relativité ; la cosmologie elle-même repose en grande partie sur cette théorie.
Henry Norris Russell, reprenant les travaux antérieurs d’Ejnar Hertzsprung, imagina en 1913 le diagramme de Hertzsprung-Russell : il s'agit d'une méthode fondée sur l'analyse spectrale du rayonnement d'une étoile pour déterminer son stade d'évolution.
Le 30 juin 1908, se produisit la catastrophe du météorite de la Toungouska (40 km2 dévastés), et on découvrit en 1920 la plus lourde sidérite de tous les temps (dans la Namibie, 60 t, 3 m × 2,8 m × 1,2 m).
La compréhension du monde physique par l'astronomie est redevable à Arthur Eddington de l'hypothèse que la fusion nucléaire, mentionnée plus haut, est la source d’énergie des étoiles (1920) ; à Edwin Hubble, de la reconnaissance que les nébuleuses spirales sont des objets extragalactiques (1923) ainsi que de l'hypothèse de l’expansion de l’Univers (1929), à laquelle il parvint en rapportant l'éloignement des galaxies à leur vitesse d'éloignement. L'hypothèse d'un univers en expansion depuis le Big Bang initial est aujourd'hui généralement admise.

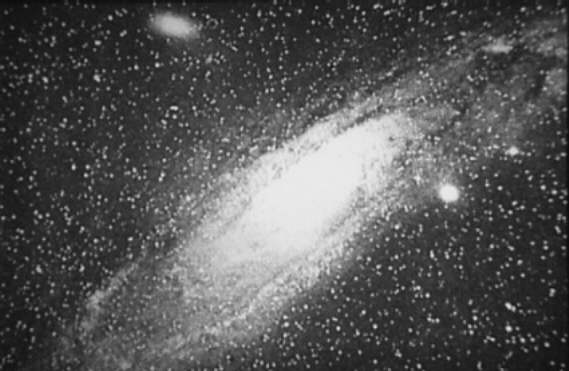
L'une des premières photographies de la galaxie d'Andromède (Isaac Roberts, 1899).

En 1923, Edwin Hubble parvint à établir que la galaxie d'Andromède (M 31) est située largement en dehors de la Voie lactée, et donc qu'il existe d'autres galaxies que la nôtre. Georges Lemaître interpréta en 1927 le décalage vers le rouge des objets célestes lointains, découvert par Milton Humason, comme une expansion généralisée de l’Univers. Puis en 1929, Hubble démontra de façon certaine que le décalage vers le rouge du spectre des galaxies est proportionnel à leur distance. Bien que ses calculs aient dû être corrigés depuis à de multiples reprises, la constante fondamentale de la cosmologie continue de porter son nom (constante de Hubble). La durée qui se déduit par le calcul de la loi de Hubble permet de dater le début de l'expansion de l’Univers (Big Bang). Hubble lui-même était arrivé à 2 milliards d’années ; aujourd'hui, les chercheurs s'accordent sur une valeur de 14 milliards d’années.
C'est en attribuant à une huitième planète les défauts d'ellipticité de la trajectoire d’Uranus qu’en 1846 on avait découvert Neptune. Pourtant après correction, les trajectoires de ces deux planètes présentaient toujours des anomalies sensibles, qui se révélèrent par la suite dues à une erreur d'évaluation de la masse de Neptune. C'est pour cette raison qu'on se mit à l'époque en quête d'une neuvième planète, « Transneptune ».
Au cours de ces recherches, Percival Lowell (1855–1916) avait lui-même photographié Pluton à son insu dès 1915, mais il ne l'avait pas identifiée comme une planète. Ce n'est que le 18 février 1930 que Clyde Tombaugh la mit en évidence dans l’observatoire Lowell fondé par P. Lowell en comparant un certain nombre de plaques photographiques à l'aide d'un comparateur à clignotement. Jusqu'à un passé récent, on voyait encore en Pluton la neuvième planète du système solaire.
Dans le cadre de son travail à l'observatoire du pic du Midi de Bigorre, Bernard Lyot découvrit que la surface de la Lune présentait des traces caractéristiques de cendres volcaniques et qu'il se produit des tempêtes de sable sur Mars. En 1931, Karl Jansky localisa la source radio « Sagittarius A ». Puis en 1933, Walter Baade et Fritz Zwicky émettent leur théorie de l'évolution des supernovae en étoiles à neutrons, dont la densité avoisine celle du noyau d'un atome.

#### L’après-guerre et les débuts de la radioastronomie
L’identification des phénomènes physiques qui précèdent cet effondrement en étoile à neutrons date de 1938, l'année même où Nicholson découvrit les 10e et 11e satellites de Jupiter, Lysithéa et Carmé ; elle est due aux physiciens Hans Bethe et Carl Friedrich von Weizsäcker, qui découvrirent la fusion d’hydrogène en hélium via le cycle C-N (processus de fusion stellaire, dit cycle Bethe-Weizsäcker). On en déduisit que les étoiles naissent et se maintiennent en activité par fusion continue d'hydrogène, jusqu'à ce que leurs réserves d'hydrogène soient épuisées. Il s'ensuit un flash de l'hélium, où les noyaux d'hélium sont convertis par fusion en noyaux d’éléments plus lourds. En 1965, Kippenhahn, Thomas, et Weigert, avec d'autres astronomes et physiciens, mettent en évidence qu'il se produit même des phénomènes de fusion d'hydrogène et d'hélium dans les étoiles géantes (masse d'environ trois fois celle du Soleil). Le stade final de ces processus est la formation d’un trou noir.

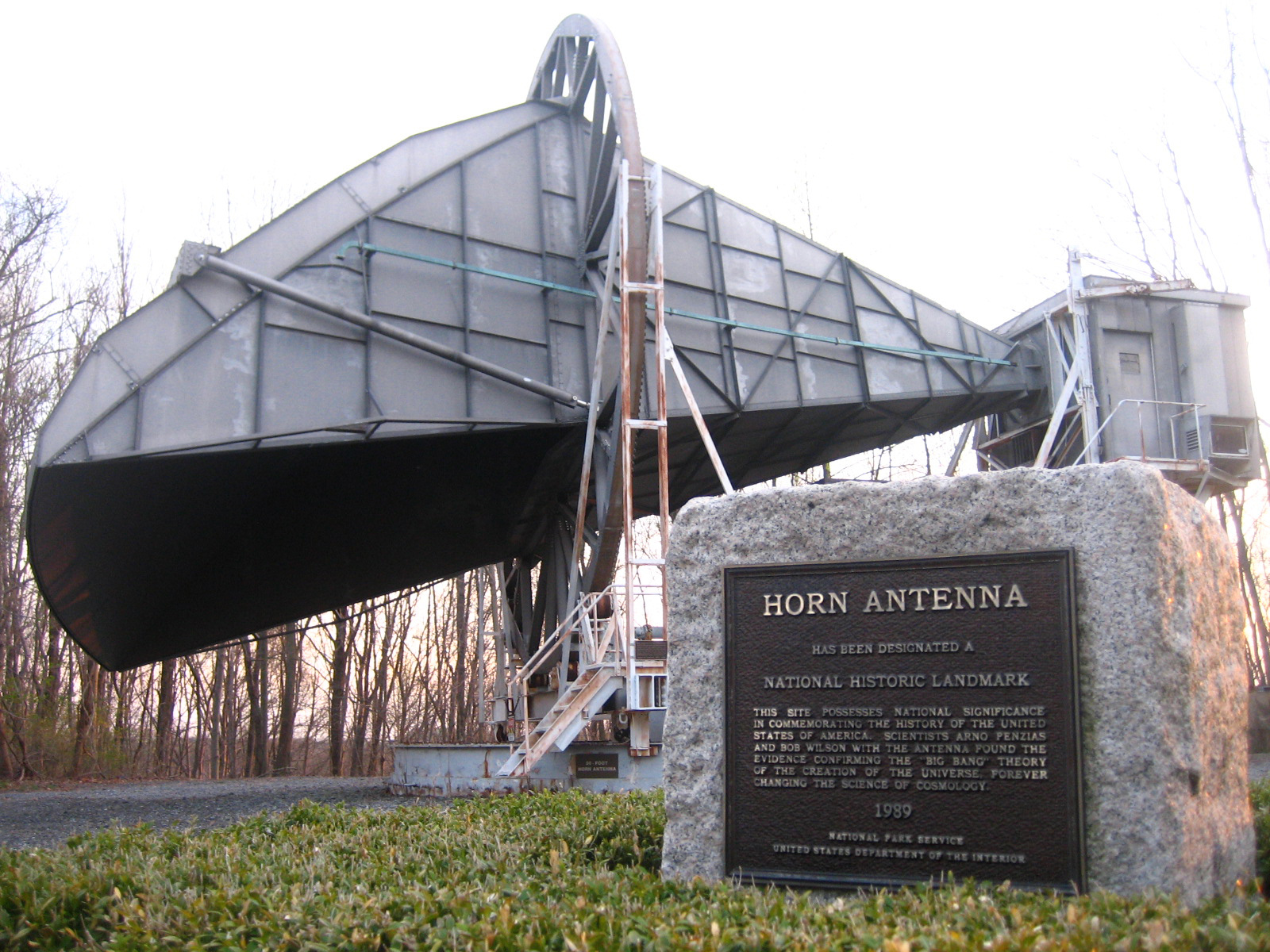
C'est avec cette antenne mise au point aux Laboratoires Bell qu'en 1965, Penzias et Wilson parvinrent à capter un rayonnement radio uniforme, dit « fond diffus cosmologique ».

Le premier contact radar avec un astre fut établi le 10 janvier 1946 (1er écho radar reçu de la Lune, d'une durée de 2,4 secondes) ; il s'ensuivit la découverte en 1951 d'un rayonnement cosmique de 21 cm de longueur d'onde (émis par l'hydrogène interstellaire), puis d'un rayonnement de 2,6 mm (par le monoxyde de carbone) et même en 1956 la première réception d'un rayonnement cosmique par une décharge électrique dans l'atmosphère de Vénus, jusqu'à la découverte en 1965 du fond diffus cosmologique à 3 K (un écho du Big Bang) : c'était l'acte de naissance de la radioastronomie.

#### Les années 1970
Le premier radiotélescope allemand a été mis en service le 12 mai 1971 à Effelsberg, dans l’Eifel. Mais la recherche se poursuivait toujours dans le domaine de l'astronomie optique : James van Allen entreprit en 1973 une inspection systématique du ciel, répertoriant par angle solide d'un degré carré (env. {\displaystyle 10^{-4}} stéradian) jusqu'à 31 600 étoiles et 500 galaxies de luminosité supérieure à +20m, soit 1,3 milliard d’étoiles et 20 millions de galaxies, comportant chacune environ 200 milliards d’étoiles. Entre-temps, en 1974, Stephen Hawking proposait sa théorie du rayonnement des trous noirs. Le 29 mars de la même année, exploitant l'effet de fronde gravitationnelle, la sonde Mariner 10 atteignit pour la première fois la planète Mercure (passages ultérieurs : 21 septembre 1974, 16 mars 1975, etc. – tous en 176 jours), la plus proche du Soleil (avec un passage au droit de Vénus le 5 février 1974). La première description des anneaux d’Uranus date du 10 mars 1977.
À partir du milieu des années 1970, plusieurs programmes de recherche en astronomie et de vol spatial s'attaquaient à la question de recherches de mondes extraterrestres habités. La première tentative réelle de contact avec des civilisations extraterrestres fut entreprise le 16 novembre 1974 (émission d'un signal radio de 1 679 kB vers l’amas globulaire M13 ; réception possible par la cible au 28e millénaire). Deux ans plus tard (1976), Joachim Trümper capta un champ magnétique stellaire de forte puissance (un rayonnement de plus de 58 keV d'un tourbillon d'électrons dans HZ Herculis : 5×1012 gauss – à comparer avec le champ magnétique naturel terrestre : à peu près 0,5 gauss !) et Charles Kowal découvrit en 1977 le premier Centauride, l’astéroïde Chiron (un planétoïde éloigné, de 200 à 600 km de diamètre, et dont la trajectoire est de 8,5 à 18,9 ua) – l’année même où les vols spatiaux s'attaquaient à l’exploration en dehors du système solaire.

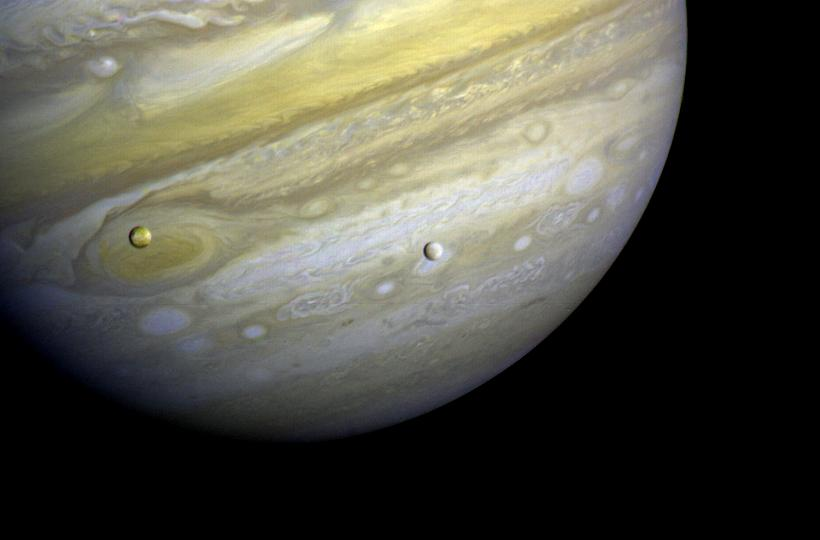
Cliché de Jupiter pris par Voyager 1 (1979).

#### L'exploration du cosmos et les sondes spatiales

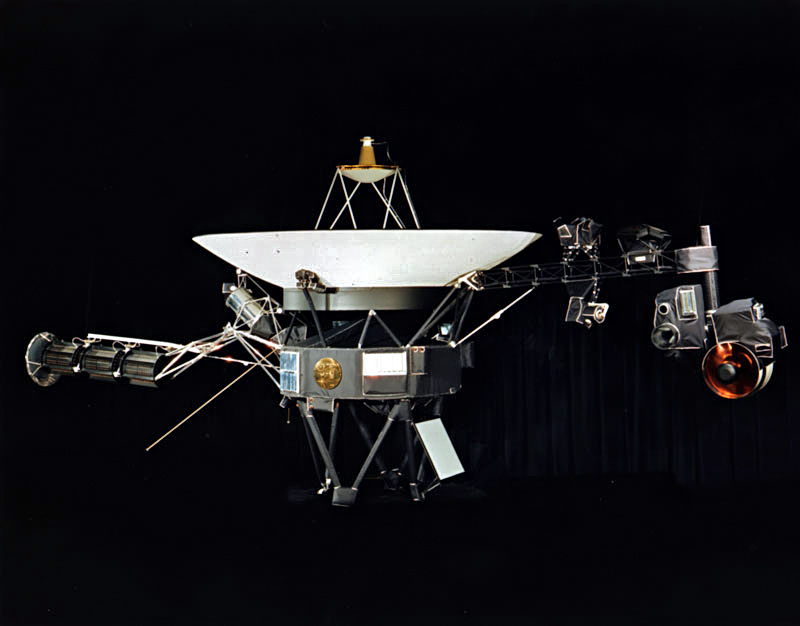
La sonde spatiale Voyager.

Le 3 mars 1972, la NASA lança la sonde spatiale Pioneer 10 qui, le 3 décembre 1973, était la première sonde à croiser au large de Jupiter. Sa sœur jumelle Pioneer 11 décolla le 6 avril 1973, passa au large de Jupiter le 3 décembre 1974 et le 1er septembre 1979 était la première sonde à croiser au large de Saturne.
Le 5 septembre 1977, la NASA lança la sonde spatiale Voyager 1, qui doubla Jupiter à une distance de 675 millions de km le 5 mars 1979, puis dépassa Saturne en novembre 1980. Le 20 août 1978, la sonde Voyager 2 prit son envol : exploitant au mieux l'effet de fronde gravitationnelle, cette sonde fut la première à quitter le système solaire (passage au large de Jupiter le 9 juillet 1979, au large d’Uranus en janvier 1986, de Neptune en 1989), et lors même que ce vol était en cours, l'astronome américain James W. Christy annonça la découverte d’un satellite de Pluton, Charon. On découvrit les premières molécules organiques du cosmos éloigné en 1977-78 dans les nuages interstellaires : notamment de l’acide acétique, de l’acétonitrile, de l’aminométhane, de la vapeur d'eau, de l’éthanol, etc., qui constituent autant d'indications radioastronomiques sur les origines de la vie, et les voyages inhabités atteignirent les limites de notre système solaire (en 1979-1980 avec les sondes Pioneer 11, Voyager 2 : découvertes de nombreux satellites de Jupiter et de Saturne, premières photographies et explorations des anneaux de Saturne en 1984 ; avec Pioneer 10 : premier croisement de l'orbite de Pluton – onze ans après son envol).

#### Les années 1980 et 1990

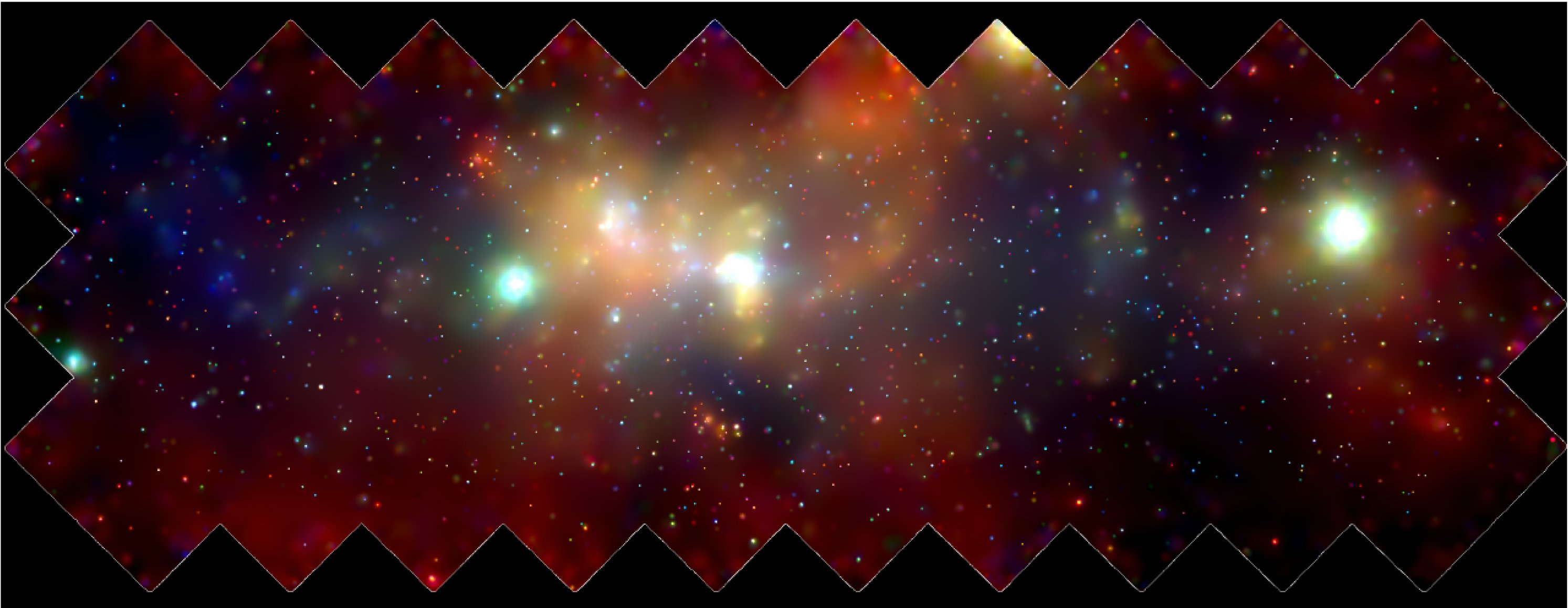
Une section large de 900 années-lumière de la région centrale de la Voie lactée, prise en photographie aux rayons X.

La sonde ISEE-3 fut la première à traverser la queue d'une comète : le 11 septembre 1985, elle put prélever et analyser chimiquement le sillage de la comète Giacobini-Zinner. Mais la sensation des années 1980, pour le domaine de l'analyse stellaire, fut l'apparition de la supernova de 1987 dans le Grand Nuage de Magellan (LMC) le 24 février : pour la première fois, on enregistrait et photographiait dès le début l'explosion d'une supernova, les neutrinos émis ayant atteint la Terre avant que les premiers signaux optiques puissent être détectés.
Si les instruments d'observation se sont sans cesse perfectionnés, ce n'est qu'au début des années 1990 qu'il devint possible d'effectuer des observations hors de l'atmosphère terrestre, en s'affranchissant des aberrations liées à la turbulence de l'air : le 24 avril 1990, la NASA annonça la mise sur orbite du télescope spatial Hubble par la navette spatiale Discovery. Ce nouvel instrument a permis de prendre des clichés d'un point de vue différent, mais également de disposer d'une résolution inédite. Le 6 août 1993, on découvrit que Pluton était recouvert d'une calotte d'azote solide (et non de méthane, comme on l'avait supposé). Le 27 décembre 1999, on effectua la première réparation de Hubble, ce qui participa (entre autres) à la découverte et à la photographie de la première naine brune connue et de planètes « supergéantes » situées en dehors de notre système solaire.

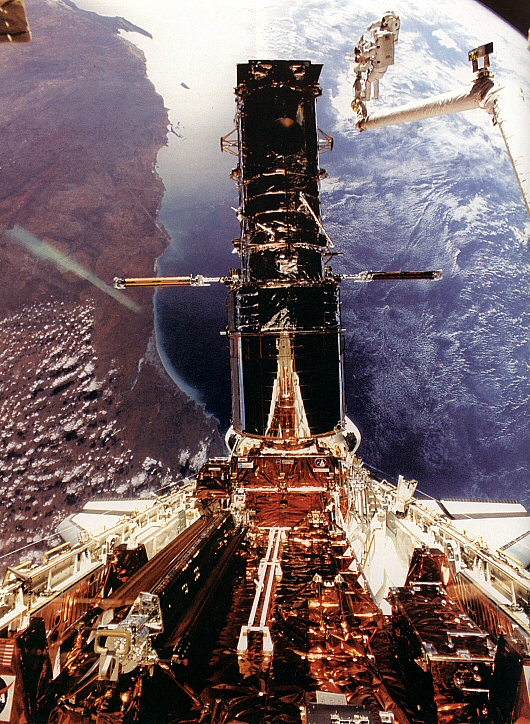
Le télescope spatial Hubble, avec la Terre à l'arrière-plan.

Les sondes servirent aussi à explorer le système solaire : Galileo rejoignit le planétoïde Ida le 28 août 1991 et le 29 octobre 1991 passait à proximité de Gaspra ; la sonde Ulysses survolait le pôle sud du Soleil le 13 septembre 1994 et la capsule de Galileo traversait même le 7 décembre 1995 l’atmosphère de Jupiter : pour la première fois, l'enveloppe d'une planète gazeuse pouvait être étudiée par spectroscopie. Alan Hale et Thomas Bopp publièrent la découverte, au voisinage de la trajectoire de Jupiter, de la comète qui porte leur nom, le 22 juillet 1995. En mars 1997, cette comète s'illumina d'un éclat de −1m (soit 130 fois l'éclat de la comète de Halley). Des indices (contestés) de vie extraterrestre auraient été décelés en 1996 dans l’Antarctique sur la météorite ALH 84001 (âge estimé à 3,6 milliards d’années) qui proviendrait de la planète Mars.
Avec les débuts de l’exploration spatiale dans la seconde moitié du XXe siècle, l'astronomie a donc pu approcher certains de ses objets d’étude par investigation directe dans notre système solaire. Non moins important aura été l'affranchissement des limitations liées à l'atmosphère terrestre : grâce aux observatoires satellisés, l’astronomie ultraviolette, l’astronomie des rayons X et l’astronomie de l'infrarouge ont permis d’explorer de nouvelles bandes spectrales et ont par là ouvert de nouvelles fenêtres sur l’Univers. Avec l'étude des neutrinos du Soleil et de la supernova 1987A, avec l’observation de particules grâce au rayonnement cosmique et l'élaboration de détecteurs d’ondes gravitationnelles, l’astronomie a pu étendre son champ d'investigation au-delà du rayonnement électromagnétique traditionnel. Simultanément, de nouvelles possibilités d'observation se sont présentées pour l'astronomie optique avec des instruments comme le télescope spatial Hubble ou le « Very Large Telescope ».

#### Découverte de planètes exogènes
Avec la découverte d'astres qui ne sont pas des étoiles en dehors de notre système solaire, l’astronomie accomplit un grand pas dans la connaissance des exoplanètes : le 12 décembre 1984, Mc Carthy fut le premier à annoncer la découverte d'un tel astre par infrarouges : il l'identifia comme une « naine brune » proche de l’étoile Van Briesbroeck 8 (éloignement de 21 années-lumière, ca. 30–80 fois la masse de Jupiter). Au milieu des années 1990, on découvrit pour la première fois des exoplanètes, c’est-à-dire des planètes situées en dehors du système solaire, d'abord orbitant autour d'un pulsar, puis en 1995 autour d'une étoile de la séquence principale. Depuis, le nombre d'exoplanètes croît régulièrement.

### LeXXIesiècle
La recherche actuelle poursuit les investigations sur les constituants de la matière cosmique et les objets éloignés : ainsi, on a découvert plusieurs planètes extrasolaires (exoplanètes, planemos), si bien qu'en mai 2006 on dénombrait déjà plus de 130 systèmes planétaires. Il est exclu qu'une quelconque forme de vie analogue à celle de notre planète, c'est-à-dire fondée sur la biochimie de l'eau, puisse se développer sur l'une des planètes déjà inventoriées ; mais il faut bien dire que la découverte de planètes de type terrestre est encore hors de portée de notre technologie. Cela dit, les astronomes ne désespèrent pas de pouvoir, grâce à des méthodes comme l’interférométrie, trouver des planètes de la taille de la Terre en orbite autour des étoiles et, d'ici au plus tard une génération, de pouvoir prospecter leur atmosphère par spectroscopie.
Le 11 juin 2007, la NASA annonçait un nouveau record : des chercheurs venaient de découvrir cinq planètes en orbite autour de l'étoile 55 Cancri (une étoile de la galaxie du Cancer, distante d'environ 41 années-lumière). L'une de ces nouvelles planètes, d’une masse de 45 fois celle de la Terre, orbite autour de 55 Cancri dans la « zone habitable », c'est-à-dire à une distance où l'eau peut être liquide.
Pioneer 10, la sonde spatiale qui a décollé en 1972, était encore au 17 février 1998 l’artefact (objet fabriqué par l'homme) le plus éloigné de la Terre ; mais à cette date, la distance au Soleil de la sonde Voyager 1, en direction approximative de l'apex, a égalé celle de Pioneer 10 à 69,419 ua. Depuis, Voyager 1, dont la vitesse d'éloignement dépasse celle de Pioneer 10 d'environ 1.016 ua par an, est l’artefact le plus éloigné : sa distance est estimée en février 2009 à 15 heures-lumière, aux frontières présumées de l’héliosphère.
La liste des objets transneptuniens de la région extérieure (« ceinture de Kuiper ») de notre système solaire, dont la recherche a commencé il y a plus d'un siècle, s’est entre-temps considérablement allongée.

## Histoire des disciplines de l'astronomie
À son début, durant l'Antiquité, l'astronomie consiste principalement en l'astrométrie, c'est-à-dire la mesure de la position dans le ciel des étoiles et des planètes.
Plus tard, des travaux de Kepler et de Newton naît la mécanique céleste qui permet la prévision mathématique des mouvements des corps célestes sous l'action de la gravitation, en particulier les objets du système solaire.
De nos jours, la plus grande partie du travail dans ces deux disciplines (l'astrométrie et la mécanique céleste), auparavant effectuée à la main, est fortement automatisée grâce aux ordinateurs et aux capteurs CCD, au point que maintenant elles sont rarement considérées comme des disciplines distinctes.
Dorénavant, le mouvement et la position des objets peuvent être rapidement connus, si bien que l'astronomie moderne est beaucoup plus concernée par l'observation et la compréhension de la nature physique des objets célestes.
Depuis le XXe siècle, l'astronomie professionnelle a tendance à se séparer en deux disciplines : astronomie d'observation et astrophysique théorique.

## Comme repères: quelques dates

### Observations prétélescopiques
- XVe siècle av. J.-C. - LVe siècle av. J.-C. : premiers sites astronomiques à Nabta Playa, Stonehenge, Carnac et Goseck.
- 927 : date estimée de la fabrication du plus ancien astrolabe étant parvenu jusqu'à nos jours.
- 1252 : fin de l'élaboration des tables alphonsines (d'après le roi Alphonse X de Castille) par les plus grands astronomes de l'époque. Elles contiennent nombre d'informations sur le mouvement des astres mais sont encore influencées en grande partie par des idées religieuses.
- 1420 : début de la construction de l'observatoire de Samarcande par le prince Ulugh Beg. Cet observatoire sera actif jusqu'en 1437 et permettra en particulier de réaliser un catalogue de plus de 1 000 étoiles, le premier depuis Ptolémée et le plus complet jusqu'à Tycho Brahe.
- 1471 : Johann Müller fonde l'observatoire de Nuremberg.
- 1574 : Tycho Brahe entreprend dans la petite île de Ven (ou Hveen) près de Copenhague au Danemark, la construction du château et observatoire d'Uraniborg (« Palais d'Uranie » ou « Palais des Cieux »), qui peut être considéré comme le premier observatoire européen. Cependant, jusqu'à l'invention de la lunette astronomique vers 1600, toutes les observations ont lieu à l'œil nu.
- 1584 : achèvement de l'observatoire d'Uraniborg.

### Astronomie télescopique
On désigne en fait improprement sous ce titre l'observation des astres à l'aide d'instruments optiques, qu'il s'agisse de lunettes ou de télescopes.
- 1609 : Galilée met au point le prototype de sa lunette astronomique (permettant de grossir six fois sans déformation) et commence ses travaux d'observation du système solaire.
- 1672 : Isaac Newton présente le premier télescope, c'est-à-dire un système d'observation formé de miroirs, à la Royal Society de Londres. Ses modèles sont tous faits en métal poli.
- 1724 : Le raja Jai Singh II termine le premier de ses cinq observatoires aux instruments monumentaux à Delhi.
- 1774 : Ramsden met au point la monture équatoriale. Dorénavant les instruments d'observation pourront compenser le mouvement de rotation de la Terre, ce qui facilitera grandement tous les travaux d'observation.
- 1845 : Foucault et Fizeau obtiennent le premier daguerréotype représentant le Soleil. Cette date peut donc être considérée comme le point de départ de l'utilisation de la photographie en astronomie, pour la première fois des observations peuvent être directement conservées.
- 1846 : Johann Galle découvre la planète Neptune, en suivant les indications données par Urbain Le Verrier.

#### XXesiècle
La configuration télescope prend définitivement le pas sur la lunette astronomique, dans le domaine des grands instruments, à cause des problèmes de flexion qui font apparaître trop d'aberrations optiques.
- 1909 : Aymar de La Baume Pluvinel est le premier à photographier des surfaces planétaires (lumière monochromatique).
- 1917 : Mise en service du télescope de 2,54 mètres de diamètre du mont Wilson, le plus grand du monde à l'époque.
- 1928 : Humason met ses méthodes photographiques et spectrométriques au service des travaux de Hubble sur la distance des galaxies.
- 1930 : Invention du coronographe par Bernard Lyot et application aux observations solaires. Ce dispositif permet d'occulter la partie centrale d'un objet et ainsi d'observer uniquement son pourtour (la couronne pour une étoile) ou les objets ou structures peu lumineuses se trouvant à proximité.
- 1930 : Bernhard Schmidt réalise un prototype de télescope à grand champ.
- 1935 : Lyot réalise le premier film montrant le mouvement des protubérances solaires.
- 1936 : invention de la caméra électronique par André Lallemand.
- 1936 : Grote Reber crée le premier modèle de radiotélescope.
- 1948 : Harold et Horace Babcock effectuent les premières mesures du champ magnétique solaire à l'aide d'un magnétophone qu'ils ont eux-mêmes fabriqué.
- 1948 : mise en service du télescope de 5,08 mètres de diamètre du mont Palomar, alors le plus grand du monde.
- 1957 : le premier satellite artificiel de l'histoire, Spoutnik 1, est lancé par l'Union soviétique, posant le premier jalon des futurs télescopes spatiaux.
- 1959 : la face cachée de la Lune est observée pour la première fois par la sonde soviétique Luna 3.
- 1960 : Kuiper publie un atlas photographique de la Lune.

### «Astronomie électronique»
- Les années 1960 voient le développement massif des radiotélescopes, qui se présentent sous la forme d'immenses antennes de métal. Ils permettent d'avoir accès à des rayonnements de longueur d'onde de l'ordre du millimètre et au-delà.

Des avancées majeures de l'astrophysique sont accomplies grâce à ces télescopes : la découverte du fond diffus cosmologique, des pulsars et des quasars.
- 1970 : le premier satellite d'observation dans le domaine X est lancé du Kenya. Il a pour nom Uhuru (ce qui signifie liberté en swahili). La mission s'arrêtera en 1973 et aura permis de réaliser le premier balayage (survey) du ciel en X.
- 1972 : le satellite d'observation UV Copernicus est lancé. Il sera en opération jusqu'en 1981 et aura une très grande influence sur la connaissance de la physique du milieu interstellaire. Il posera les bases des missions futures dans le domaine UV du spectre.
- 1976 :
  - mise en service d'un télescope de 6 mètres de diamètre à l'observatoire de Zelenchouk (URSS). Il est alors le plus grand du monde.
  - premières tentatives réussies pour observer le rayonnement ultraviolet, elles se servent de fusées d'observation à la durée de vie très limitée mais qui sont capables de quitter l'atmosphère terrestre.
- 1983 : exploration généralisée de l'infrarouge lointain avec le satellite IRAS (InfraRed Astronomical Satellite).
- 1986 : la première étude détaillée d'une comète est réalisée lors du passage de la comète de Halley dans le voisinage terrestre. Cinq sondes (dont la sonde européenne Giotto) l'approchent suffisamment pour obtenir les premières images de son noyau.
- 1989 :
  - mise en orbite du télescope spatial Hipparcos, dont l'objectif est la mesure précise des positions et distances de très nombreuses sources. La publication, après la fin de la mission en 1993, des deux catalogues obtenus permettra de redéfinir la structuration de l'univers proche.
  - généralisation de la technologie CCD en ce qui concerne les détecteurs, et abandon systématique des plaques photo qui sont moins performantes.
- 1990 : mise en orbite du télescope spatial Hubble, premier à observer dans le domaine visible (ainsi qu'en infrarouge et ultraviolet), augmentant grandement la résolution pouvant être obtenue. Il est toujours en service actuellement (2006).
- 1999 : lancement par la navette spatiale Columbia de la NASA du satellite Chandra, un télescope à rayons X. Son nom vient de celui du physicien indien Subrahmanyan Chandrasekhar, mondialement connu pour avoir évalué la masse limite nécessaire aux naines blanches pour devenir étoiles à neutrons. De manière aussi heureuse qu'adéquate, le terme sanskrit de Chandra signifie « lumineux » (et désigne la Lune).
- 2021 : Lancement du télescope spatial James Webb.